# Magyarországi Eszperantó Szövetség

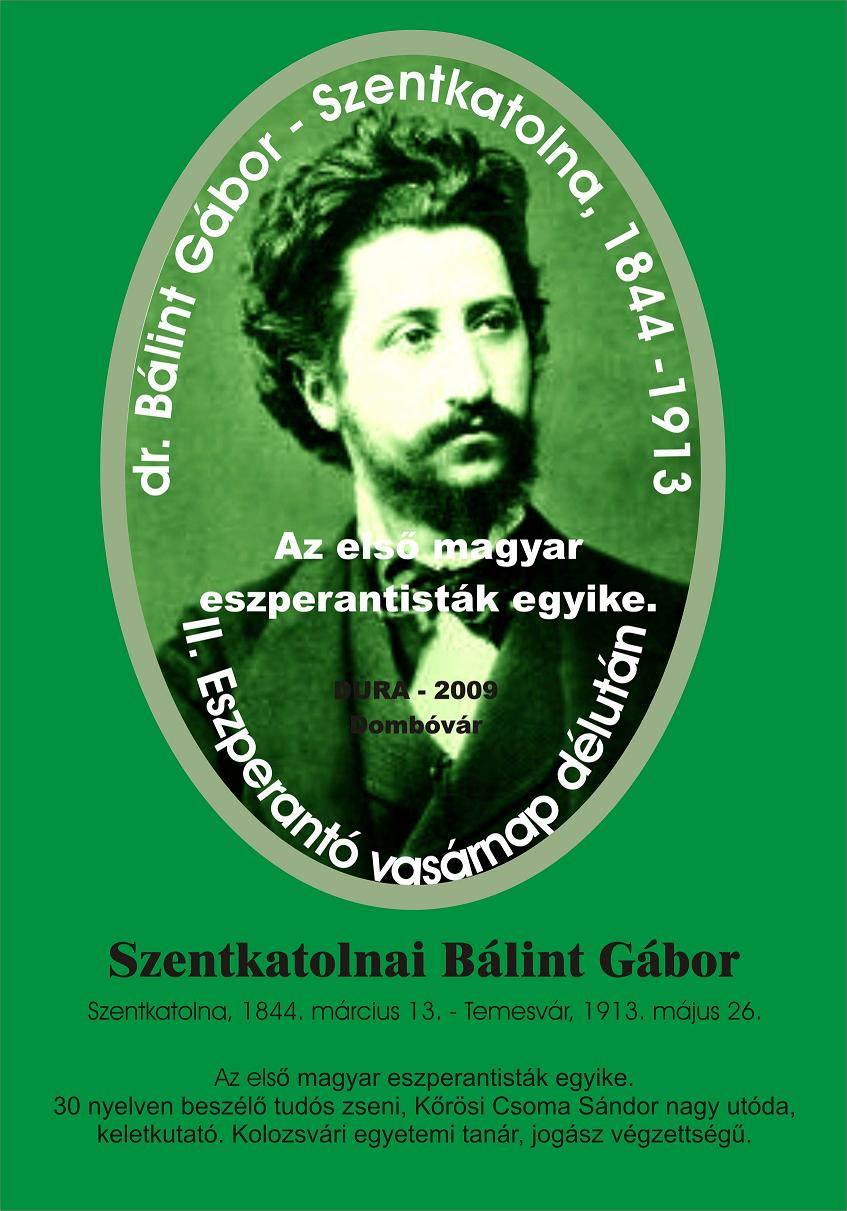
Az első magyar eszperantista

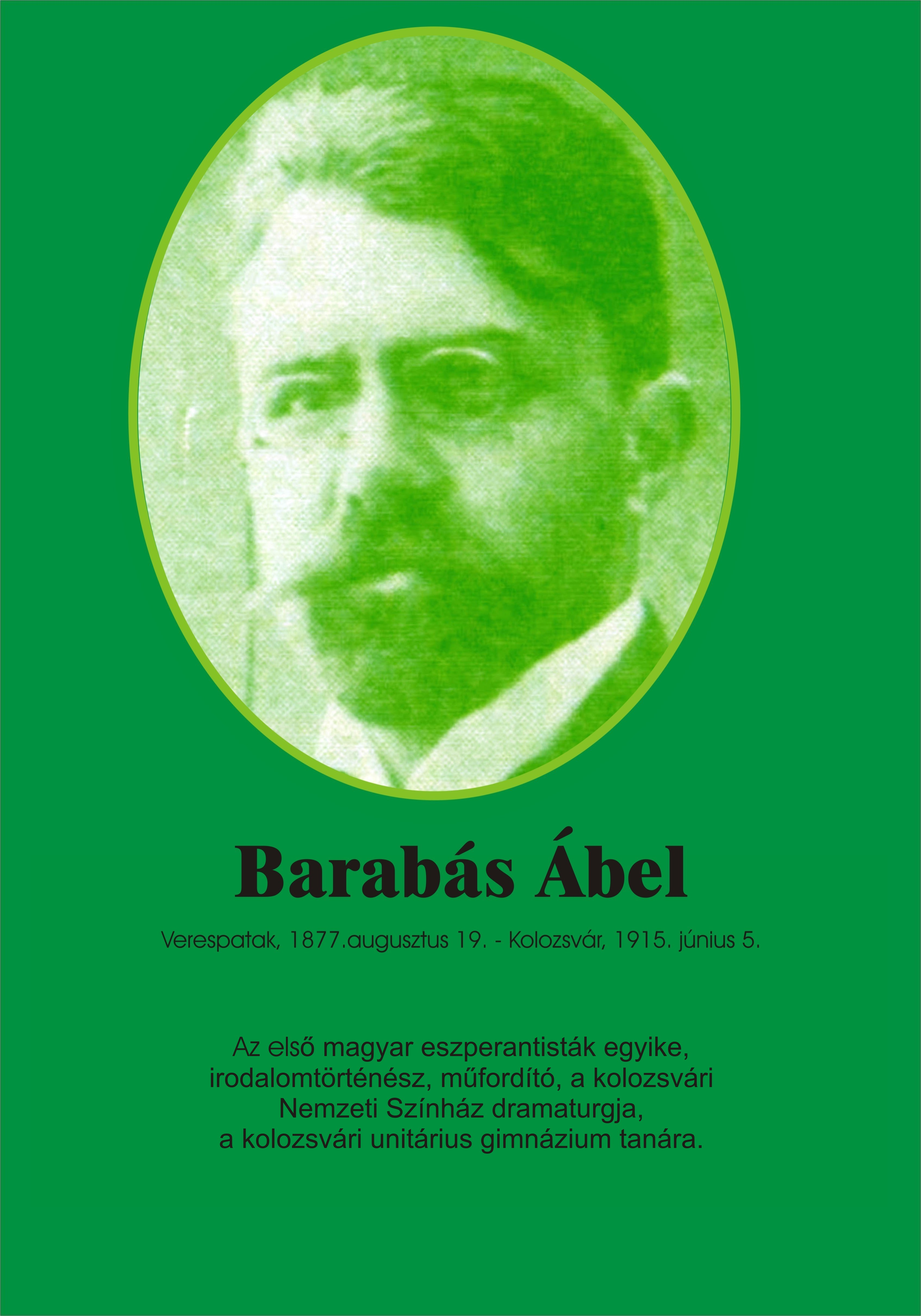
Az első magyar nyelvű eszperantó nyelvkönyv szerzője

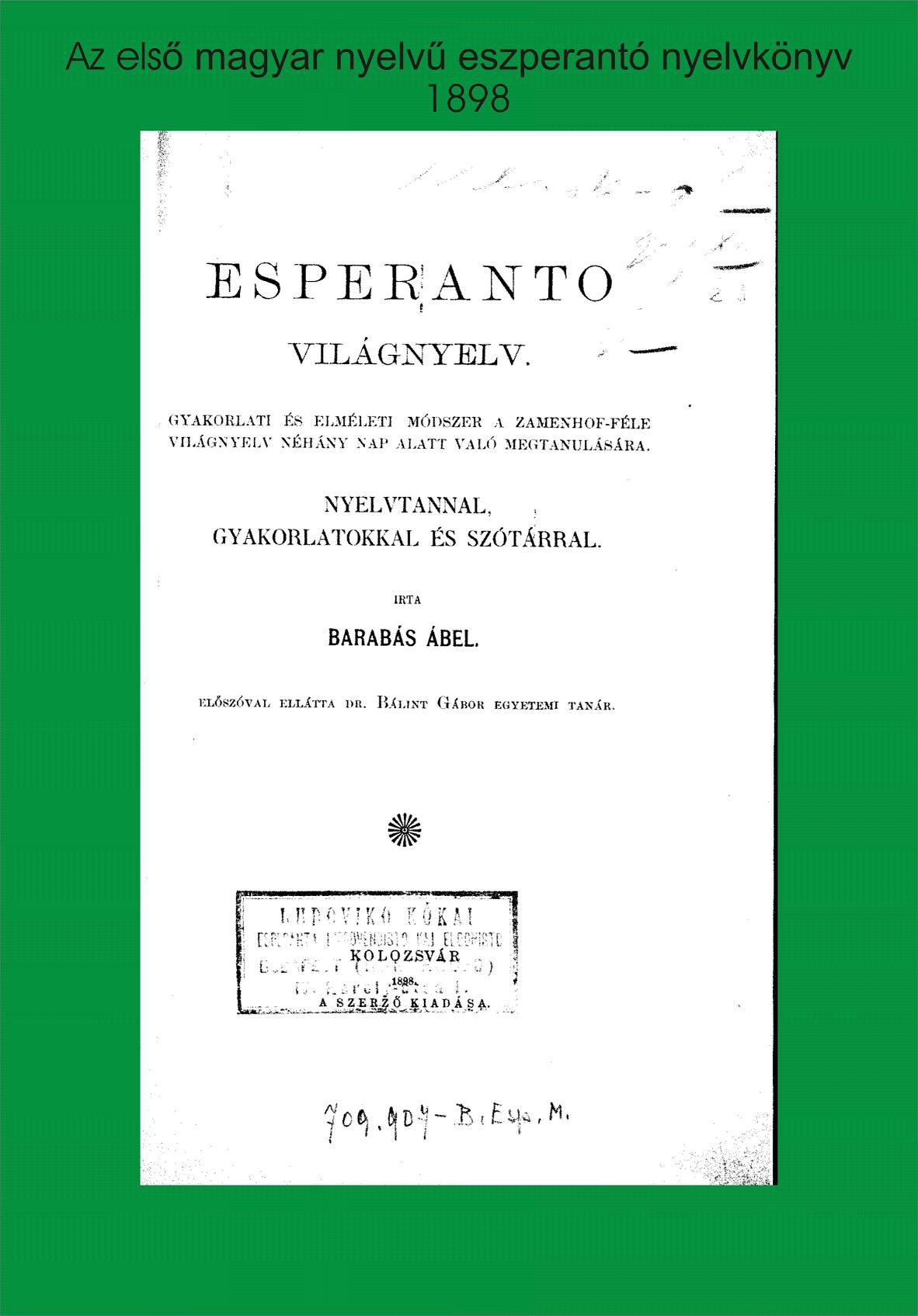
Az első magyar nyelvű eszperantó nyelvkönyv

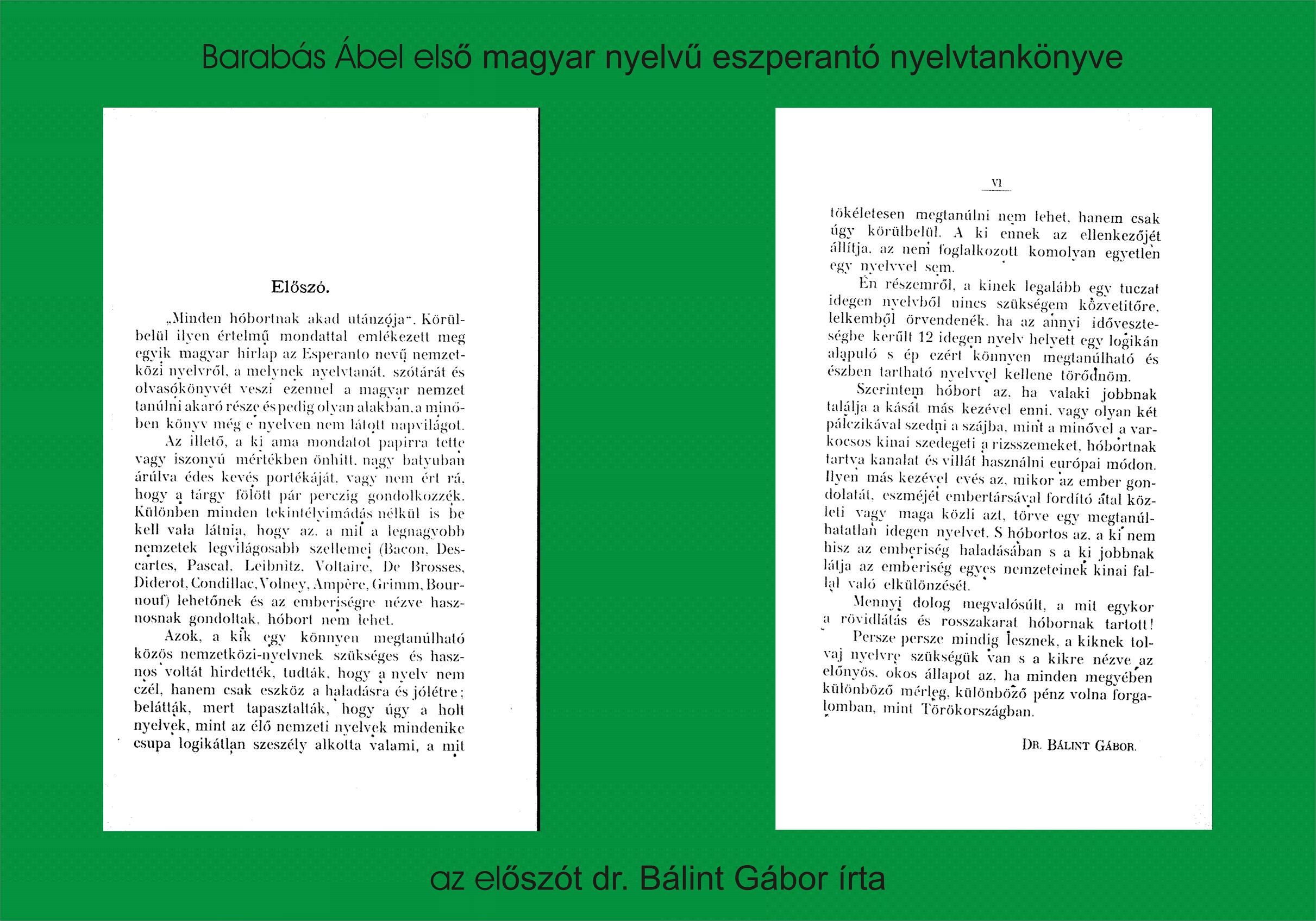
Az első magyar nyelvű eszperantó nyelvkönyv előszava

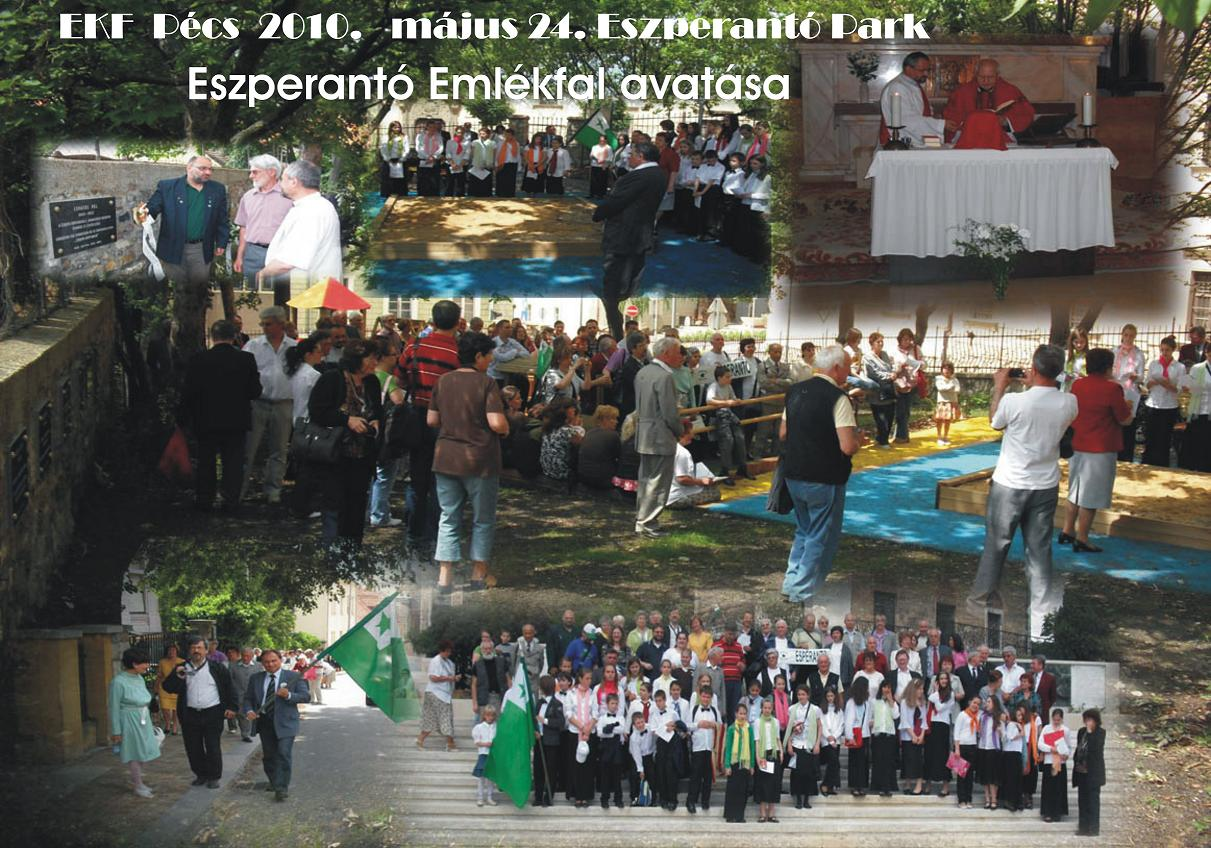
Pécs, Európa Kulturális Fővárosa – 2010 a pécsi Eszperantó Park emlékfal avató ünnepsége

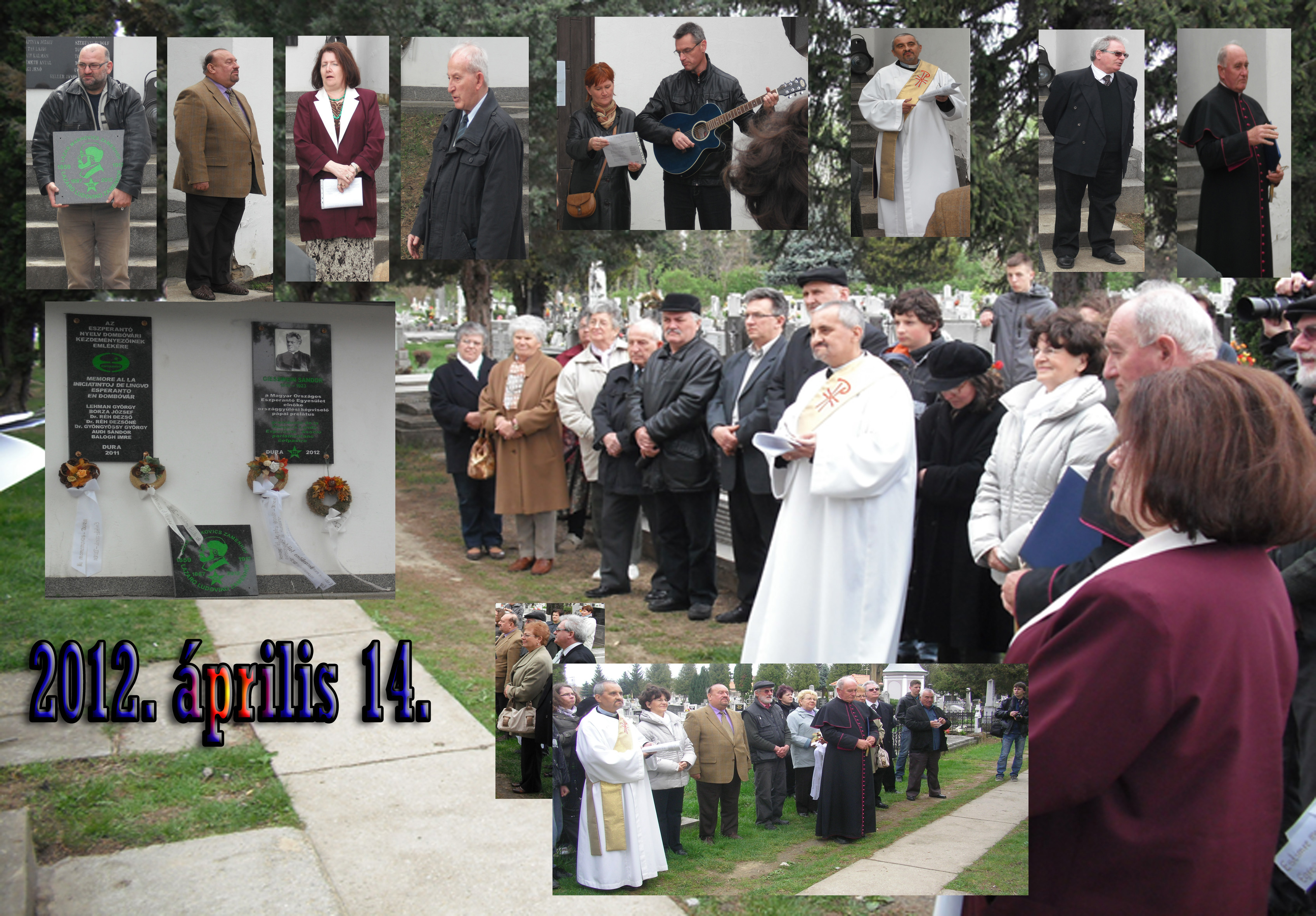
Giesswein Sándor-emléktábla avatása Dombóváron – 2012

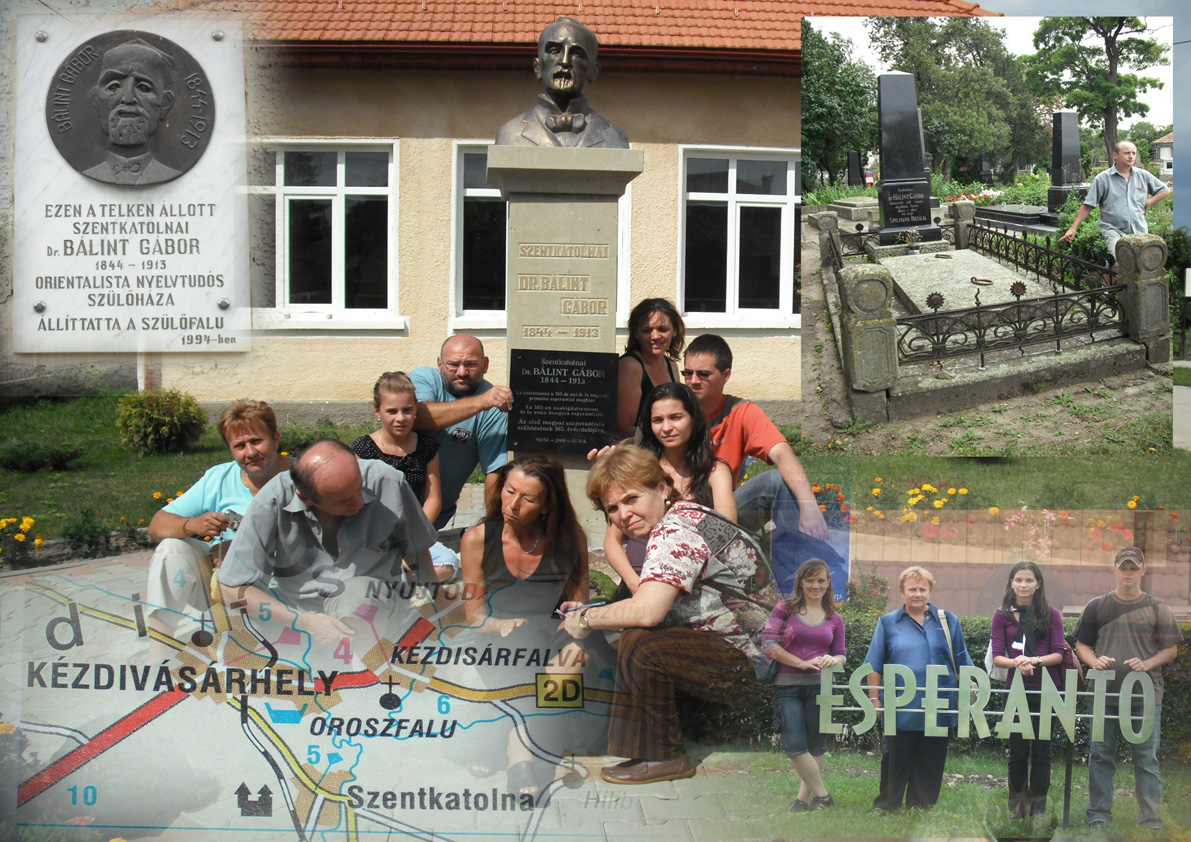
Bálint Gábor emlékhelye szülőfalujában, Szentkatolnán – 2009

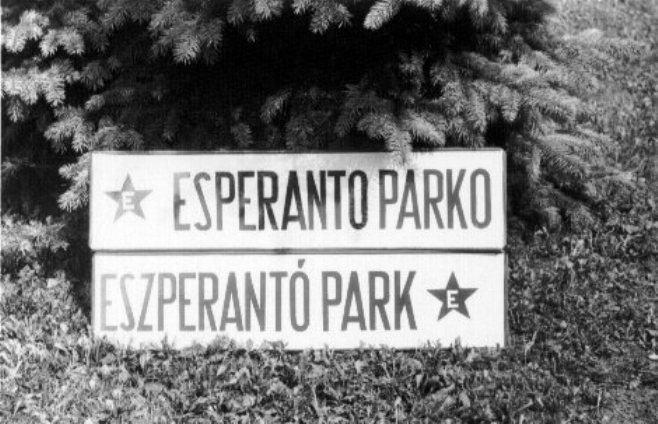
Eszperantó Park – Miskolctapolca

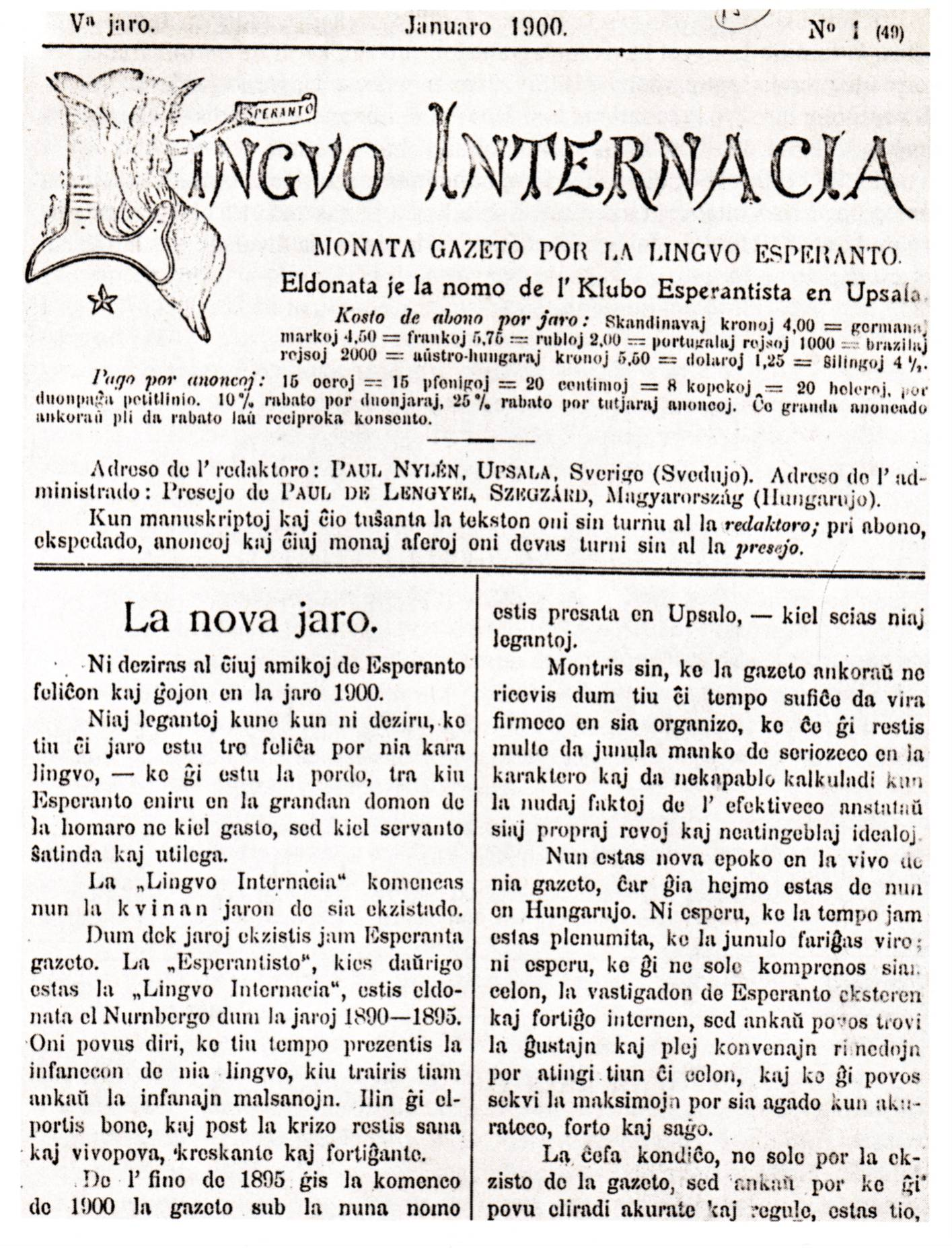
Lingvo Internacia – 1900

A Magyarországi Eszperantó Szövetség – MESZ (eszperantóul: Hungaria Esperanto-Asocio) – korábbi nevei: 1902-től Magyar Eszperantisták Egylete, majd 1906-tól Magyar Eszperantista Egyesület, 1911-től Magyar Országos Eszperantó Egyesület, 1950-1955 között Országos Eszperantó Tanács, 1960-tól 1991-ig Magyar Eszperantó Szövetség és 1991-től Magyarországi Eszperantó Szövetség) egy olyan kulturális szervezet, amely támogatja és elősegíti az eszperantó nyelv oktatását, és ennek érdekében maga is szervez tanfolyamokat, képzéseket, programokat illetve nemzetközi együttműködés keretében is segíti a nyelvoktatást.

## Története

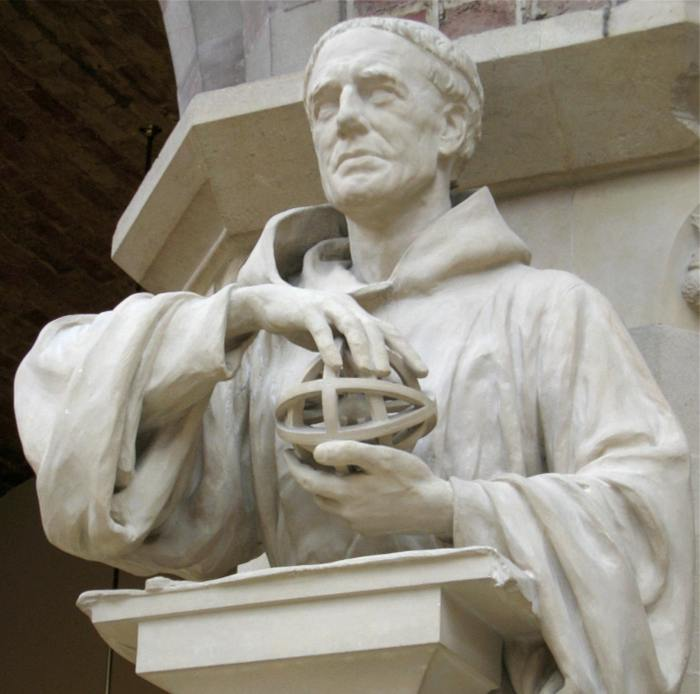
Roger Bacon

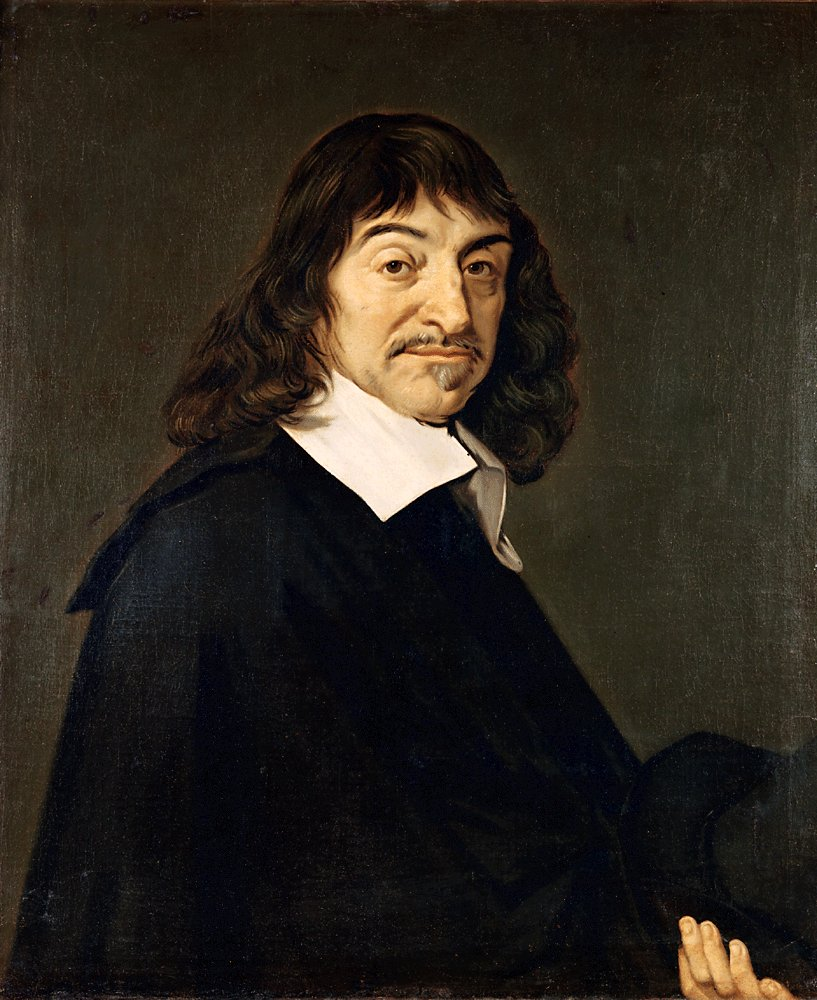
René Descartes

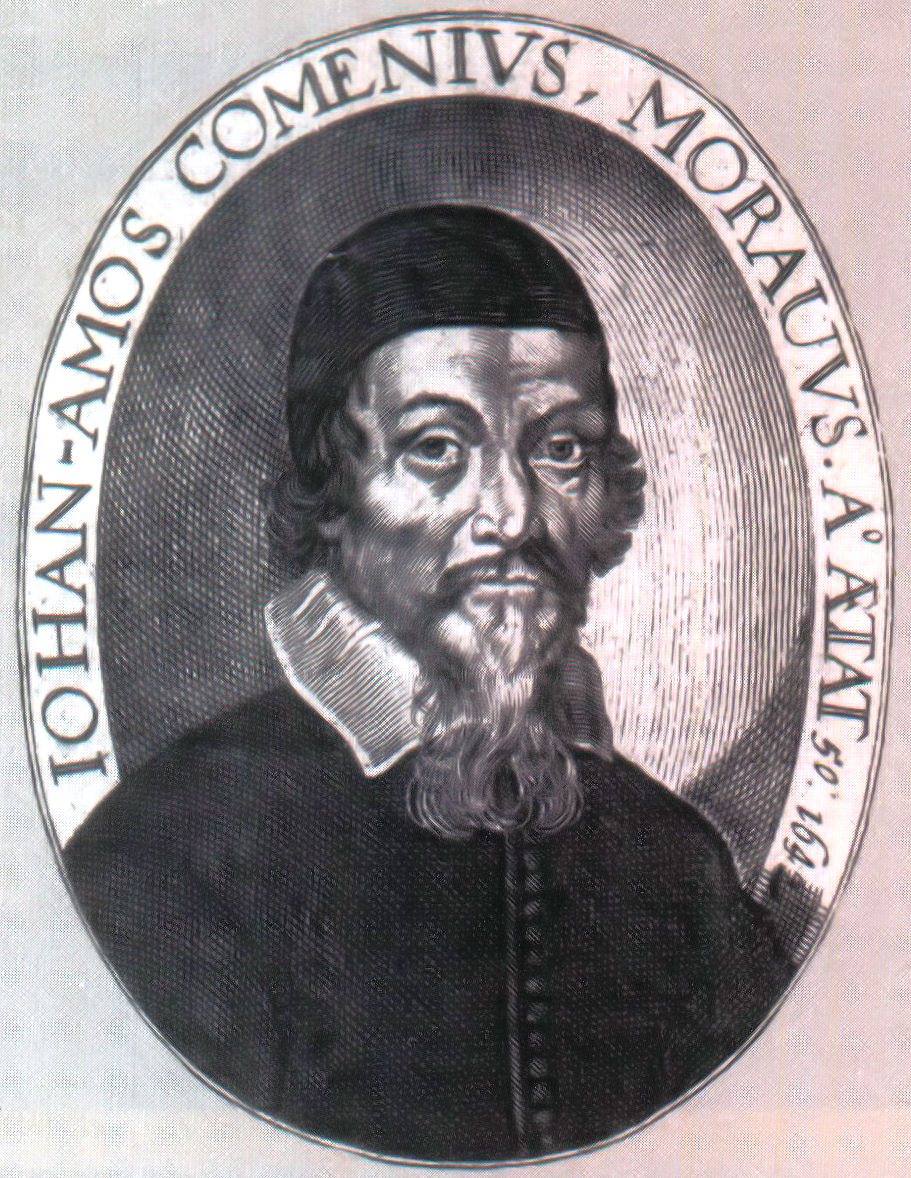
Comenius

### Magyar Eszperantisták Egylete 1902-1906 között

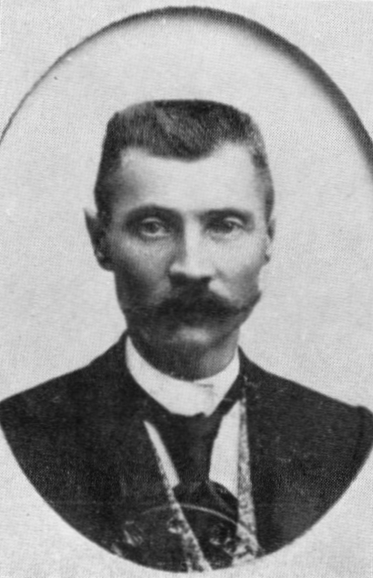
Miletz József

## Vezetőség

### 2022 óta
2022. június 6.-án a MESZ Közgyűlése új elnökségi tagot és elnököt választott Mézes Gyöngyi személyében. A jelenlegi vezetőség: Nagy János István gazdasági alelnök, operatív vezető; Forgács Mónika általános alelnök, Simonyi Miklós elnökségi tag, Domsits Lilla elnökségi tag.

### Korábbi elnökök
1. 1902-1906 Miletz József (1865-1915) posta-takarékpénztári tisztviselő
2. 1906-1909 Marich Ágoston (1883-1955) postahivatalnok
3. 1909-1911 Szentmáriai Dezső (?-1917 körül) kúriai bíró
4. 1911-1923 Giesswein Sándor[7] (1856-1923) pápai prelátus, akadémikus, ogy. képviselő
5. 1924-1925 Nemes Antal (1855-1941) római katolikus püspök
6. 1925-1928 Pázmány Zoltán (1869-1948) jogász, egyetemi tanár
7. 1931-1932 Mihalik József (1883-1959) tanítóképző intézeti tanár
8. 1932-1938 Karinthy Frigyes (1887-1938) író
9. 1938-1941 Kalocsay Kálmán (1891-1976) orvos, c. egy. tanár, költő, műfordító
10. 1941-1947 Kökény Lajos (1897-1985) gyorsíró-iskolai igazgató, parlamenti gyorsíró
11. 1947-1949 Vasady-Kovács Ferenc (1904-1977) államtitkár, pénzügyminiszter-helyettes
12. 1949-1950 Palkó Sándor (1911-2001) a Pénzjegynyomda vezérigazgatója
13. 1955-1965 Baghy Gyula (1891-1967) költő, író, az Eszperantó Akadémia alelnöke
14. 1965-1967 Szerémi Borbála (1896-1984) a Munkásmozgalmi Intézet ny. munkatársa
15. 1969-1977 Mátéffy József (1901-1986) a Legfelső Bíróság ny. tanácselnöke
16. 1977-1986 Nezvál Ferenc (1909-1987) ny. miniszter, országgyűlési képviselő
17. 1986-1990 Sághy Vilmos (1922-1999) közgazdász, ny. miniszter, c. egyetemi docens
18. 1990-1992 Benczik Vilmos (1945-) tanár, tanárképző főiskolai oktató
19. 1992-1994 Rátkai Árpád (1939-) tanár, tanárképző főiskolai oktató
20. 1994-1998 Gether István (1948-) közgazdász
21. 1998-2006 Nanovfszky György (1942-2021) nagykövet, közgazdász, politológus, címzetes főiskolai és egyetemi tanár
22. 2006-2008 Baksa József (1958-) mérnök
23. 2008-2016 Szabó Imre (1952-2019) mérnök-tanár
24. 2016-2021 Eszes Mária Erzsébet (1951-) ny. banki tisztviselő, idegenvezető, művészeti vezető
25. 2021-2022 Szabolcs István (1958-) ny. bankigazgató
26. 2022-től  Mézes Gyöngyi (19??-)

### Operatív vezetők[8]
- 2006-2009 Horváth Andrea (1969-) közgazdász, matematika tanár
- 2009-2023 Nagy János István (1967-) közgazdász

### Tiszteletbeli örökös elnökök
- Deme László nyelvész
- Dudich Endre geológus
- Eszes Mária Erzsébet ny. banktisztviselő[9]
- Faragó Katalin[9]
- Halász József ny. vasútmérnök[9]
- Ködmön Károlyné ny. társ. biztosítási szakember[9]
- Nanovfszky György a Magyar Köztársaság nagykövete, közgazdász, politológus, címzetes főiskolai és egyetemi tanár.
- Nemes Antal római katolikus püspök, budavári plébános
- Márkus Gábor matematikus-közgazdász, számvevő főtanácsos

### Tiszteletbeli örökös tagok
A MESZ tiszteletbeli tagjai, megválasztásuk időpontja:
1. Barcsay Zsuzsa – 1992-05-09
2. Bácskai István – 1985-03-23
3. Bálint Szilárd – 1986-04-19
4. Batta Józsefné – 1985-03-23
5. Bénik Gyula – 1985-03-23
6. Cseszkó Jenő – 1985-03-23
7. Csiszár Ada – 1993-
8. Domokos Lajos – 1988-03-26
9. Fajszi Károly – 1986-04-19
10. Farkas Józsefné, Tatár Éva – 1993
11. Ferenczy Imre – 1994
12. Füzesi István – 1986-04-19
13. G. Nagy Róbert[10] – 2012-05-20
14. Gergely Mihály – 1985-03-23
15. Gimes Endre – 1986-04-19
16. Gömbös Ervin – 1985-03-23
17. Hegedüs Béláné – 1988-03-26
18. Jáki Ferenc – 1993-
19. Kapitány Lajos – 1986-04-19
20. Kevevári Béla – 1985-03-23
21. Khek Vilmosné – 1985-03-23
22. Korsós Lajos – 1986-04-19
23. Mátyás József – 1986-04-19
24. Molnár Jenő – 1986-04-19
25. Nagy István – 1985-03-23
26. Pechan Alfonz – 1985-03-23
27. Ponori Thewrewk Aurél – 1986-04-19
28. Prassing Irén – 1985-03-23
29. Sághy Vilmos – 1991-
30. Schimmer Attila – 2009-11-20
31. Szegedi Mihály – 1993-
32. Székely János dr. – 1988-03-26
33. Szenes Imre – 1988-03-26
34. Vári Márta – 1986-04-19

## Tagszervezetei
1. Budapesti Orvos-Egészségügyi Eszperantó Szakcsoport, Budapest[11]
2. Dunakanyar Eszperantó Csoport, Vác[12]
3. DURA Dombóvári Eszperantó Barátok – Dombóvár[13]
4. Entomologia Rondo Esperanto, Budapest[11]
5. Eszperantista Pedagógusok Magyarországi Egyesülete[11]
6. Hajdú-Bihar megyei Eszperantó Bizottság, Debrecen[11]
7. Magyar Vasutas Eszperantó Egyesület[11]
8. Magyarországi Yumeiho Egyesület, Hódmezővásárhely[11]
9. MESZ Verda Stelo Eszperantó Csoportja, Eger[14]
10. Nyíregyházi "Verda Stelo" Eszperantó Társaság, Nyíregyháza[11]
11. Tata és Környéke Eszperantó Egyesület, Tata[11]

## Fő céljai
- Az eszperantó nemzetközi nyelv elsajátításának és alkalmazásának elősegítése, valamint az eszperantó nyelv és kultúra ápolása, gazdagítása és ennek érdekében szervezi nyilvántartott tagsága tevékenységét.
- A Szövetség céljának megvalósítása érdekében együttműködik minden állami, társadalmi és gazdálkodó szervezettel, más egyesülettel és szövetséggel – országhatároktól függetlenül -, amelyek segítik a Szövetség eredményes működését és céljainak megvalósítását.[15]

## Tevékenysége
- A Szövetség kulturális szervezet, amely támogatja és elősegíti az eszperantó nyelv oktatását, és ennek érdekében maga is szervez tanfolyamokat, képzéseket, és nemzetközi együttműködés keretében is segíti a nyelvoktatást. Tagjait rendszeres önművelésre ösztönzi, tevékenységével előmozdítja az eszperantó nyelv megismerését, megismertetését és alkalmazását. Bátorítja tagjait, hogy az eszperantó nyelv képességfejlesztő tulajdonságára építve sajátítsanak el idegen nyelveket.
- A Szövetség erősíti tagjaiban a humanista szemléletet: a békére, az emberiség közös értékeinek megismerésére, megbecsülésére irányuló törekvést, és a kölcsönös egymásra utaltság, valamint az egész emberiségért és annak környezetéért való felelősség tudatát.
- A Szövetség az eszperantó világmozgalom részeként tevékenykedik. Részt vesz a nemzetközi eszperantó szervezetek munkájában. A nemzetközi nyelv alkalmazásával és terjesztésével erősíti tagjaiban a különböző nemzetek és kultúrák iránti megértést, toleranciát, a különböző kultúrák és más nemzetek értékeinek megismerését és megismertetését. Ennek érdekében képviseli a magyarországi eszperantistákat, azok szervezeteit a nemzetközi eszperantó életben és külföldi rendezvényeken, valamint kölcsönös együttműködés keretében kapcsolatot tart fenn más országok eszperantista szervezeteivel.
- A Szövetség a különböző anyanyelvű egyének és csoportok közötti kommunikáció megkönnyítésével ösztönzi a közvetlen, személyes kapcsolatok létesítését. Ily módon járul hozzá nemzetközi, kulturális kapcsolatok létrejöttéhez, fejlesztéséhez.
- A Szövetség a demokrácia szellemisége és elvei alapján határozza meg szervezetét és működését. Ennek megfelelően nemzeti, faji, nemi, vallási, politikai, nyelvi, társadalmi különbségekre és állampolgárságra való tekintet nélkül tömöríti az eszperantóért tevékenykedőket.
- A Szövetség tevékenységének alapvető működési elve az emberi jogok, különösen az egyén nyelvi identitásának megőrzéséhez való jog, annak tiszteletben tartása, valamint e jogok érvényesítése. Ennek értelmében a Szövetség a nyelvi diszkrimináció megszüntetésének elve alapján állást foglalhat különösen a céljait és működését érintő nyelvalkalmazási, nyelvoktatási és egyéb, a nyelvvel kapcsolatos, belföldön vagy a nemzetközi kapcsolatokban felmerülő kérdésekben.
- A Szövetség tevékenységének alapvető működési elve az emberi jogok, különösen az egyén nyelvi identitásának megőrzéséhez való jog, annak tiszteletben tartása, valamint e jogok érvényesítése. Ennek értelmében a Szövetség a nyelvi diszkrimináció megszüntetésének elve alapján állást foglalhat különösen a céljait és működését érintő nyelvalkalmazási, nyelvoktatási és egyéb, a nyelvvel kapcsolatos, belföldön vagy a nemzetközi kapcsolatokban felmerülő kérdésekben.
- A Szövetség politikai kérdésekben semleges. A Szövetségnek politikai alapon szerveződő egységei vagy tagegyesületei nem lehetnek. A nyelvpolitikai kérdéseken túlmenően politikai ügyekben a Szövetség egyetlen szerve, tagegyesülete, tisztségviselője egyéni tagja ebben a minőségükben nem foglalhatnak állást. A Szövetség közvetlen politikai tevékenységet nem folytat, szervezete pártoktól független és azoknak anyagi támogatást nem nyújt.[15]

### Nyelvoktatás
Folyamatos eszperantó alap-,közép- és felsőfokú tanfolyamok a Magyarországi Eszperantó Szövetség oktatói kollégiumának szakmai felügyelete mellett, az alap-, közép- és felsőfokú nyelvvizsga követelményeinek megfelelően.
Legkevesebb öt-nyolcfős csoportok esetén indulnak tanfolyamok, igény esetén bármikor, a MESZ irodájában: Magyar Iparszövetség – OKISZ székház 1146 Budapest, Thököly út 58-60.

### Rendezvényei

#### Alkalmi rendezvények
A MESZ alkalmi rendezvényeit, igazítva a tárgyév aktualitásaihoz, feltünteti honlapján.  Archiválva 2014. szeptember 23-i dátummal a Wayback Machine-ben

#### Állandó rendezvények
- Évente 2-3 alkalommal közgyűléseket hív össze
- Zamenhof-nap szervezése minden év december 15-e körül

##### Országos találkozók – kongresszusok listája
1. 1912. augusztus 21-23.	             Budapest
2. 1913. augusztus 19-20.	             Arad
3. 1914. május 30-június 1.	     Szeged
4. 1922. augusztus 26-27.	             Miskolc
5. 1923. május 19-21.		     Pécs
6. 1924. június 8-9.		     Szombathely
7. 1925. május 30-június 1.	     Budapest
8. 1926. május 22-24.		     Gyöngyös
9. 1934. június 2-3.		     Debrecen
10. 1936. augusztus 15.		     Budapest[16]
11. 1937. augusztus 21-22.	             Újpest
12. 1938. június 4-6.		     Pécs
13. 1939. augusztus 15.		     Budapest
14. 1940. május 11-13.		     Kalocsa
15. 1941. május 31- június 2.	     Szentes
16. 1946. augusztus 18-20.	             Orosháza
17. 1947. május 25-26.		     Pécs
18. 1948. május 15-17.		     Győr
19. 1949. június 4-6.		     Gyula
20. 1955. augusztus 19-20.	             Budapest[16]
21. 1956. augusztus 19-20.	             Budapest[16]
22. 1957. június 29-30.		     Szeged[17]
23. 1958. július 5-6.		     Orosháza[17]
24. 1962. július 27-28.		     Budapest
25. 1974. június 21-23.		     Szolnok[18]
26. 1976. június 25-27.		     Komló
27. 1978. július 14-16.		     Budapest
28. 1987. március 20-22.		     Budapest
29. 1990. ............?		     Budapest
30. 1994. / 1995..........?	     Budapest
31. 1998. augusztus 18-21.	             Miskolc[19]
32. 2002. március 2.		     Budapest
33. 2003. május 17-18.		     Tata
34. 2007. július 26-28.		     Zalaegerszeg[20]
35. 2011. november 3-6.		     Szolnok

Elmaradt kongresszusok:
1. 1942. augusztus 15-16.	             Budapest – készültek rá, de nem került megrendezésre!
2. 2004. május 21-23. 	             Sárospatak – nem került megrendezésre Princz Oszkár halála miatt!

### Kiadványok időrendben – válogatás
- Magyar Országos Eszperantó-Egyesület, F. Boda István, Mesterséges Világnyelv – eszperantó, eszperantó-tanítás; Budapest – 1925
- Magyar Országos Eszperantó-Egyesület, Baghy Gyula, Önoktató eszperantó nyelvmester, Budapest – 1928
- Magyar Eszperantó Szövetség, Szerdahelyi István Dr., Eszperantó – tanfolyamok számára – Az első negyedév tananyaga, Budapest – 1962
- Hungara Esperanto-Asocio; Kökény, Ludoviko: Ora Duopo, Budapest – 1966
- Hungara Esperanto-Asocio, Gvidlibro por supera ekzameno – historio, literaturo; Budapest – 1966
- Hungara Esperanto-Asocio, Gvidlibro por supera ekzameno II.; Budapest – 1966
- Hungara Esperanto-Asocio, Ora Duopo – Jubilea Libro pri Julio Baghy kaj Kolomano Kalocsay, Budapest – 1966
- Magyar Eszperantó Szövetség, Eszperantó Iskolai Kifejezések Gyűjteménye, Budapest – 1966

## Története[21]

### A kezdet
Évszázadok óta sokakat foglalkoztatott egy új nyelv megalkotásának gondolata, ezért többen tervezgettek is ilyet. Ki hinné, hogy közel 900 különféle nemzetközi nyelvtervezet létezik. Ezek szerzői különböző korok nagy gondolkodói voltak, köztük olyan kiemelkedő tudósok, mint az angol Roger Bacon, a francia René Descartes, a cseh Comenius, a német Gottfried Wilhelm Leibniz vagy a magyar Bolyai János /1802-1860/. Mint a bábeli legenda, ez is kifejezője az emberiség ama ősi vágyának és reményének, hogy anyanyelveink mellett legyen egy minden néppel közös nyelvünk is, vagyis egy egyszerű ideális kommunikációs eszközünk. Az 1879-ben megjelent volapük nevű nyelvtervezet alkalmazására nemzetközi mozgalom is szerveződött. Ebben kezdettől fogva részt vettek magyarok is. Ez a nyelvtervezet azonban nem bizonyult megfelelőnek, ezért a volapük mozgalom néhány év elteltével hanyatlásnak indult és szétesett. A sok tervezett nyelv elképzelés közül, a lengyel szemészorvos Lazar Markovics Zamenhof (az eszperantó világban Lazaro Ludoviko Zamenhof néven ismert) tervezett nyelve, az eszperantó nyelv, bizonyult a legéletképesebbnek, mert tanult az előzőek számos hibájából: az eszperantót nem kitalált szavakra, elvont jelekre alapozta, hanem az élőnyelvekre; szókészlete elsősorban azonos vagy hasonló alakú szavakból tevődik össze; magába foglalja a közismert nemzetközi szavakat; logikus felépítésű; a legegyszerűbb nyelvtannal rendelkezik; Zamenhof a nyelvtani szabályokból, kiküszöbölte a természetes nyelvek elsajátítását megnehezítő kivételeket; a nyelv főleg a neolatin és germán nyelvekből áll össze, de más, így szláv nyelvi elemeket is használ; pótolja a klasszikus nyelveket az általános műveltség megszerzésében. Ő kezdeményezte a nemzetközi nyelvet, amelynek tervezetét 1887-ben tette közzé (az első eszperantó nyelvkönyv orosz nyelven jelent meg 1887. július 26-án). Ez minden szempontból megfelelőnek bizonyult arra, hogy alkalmazói, használói élő nyelvvé tegyék. Kezdeményezése nyomán jött létre a nemzetközi nyelvet használók közössége, amely eszperantó mozgalom néven vált ismertté.
1897-től kezdve Magyarországon is voltak eszperantisták. Ekkoriban a magyar nyelv közismert szava volt már a volapük, de meglehetősen ismeretlen volt az eszperantó. A napi sajtó az új hírek kapcsán igyekezett tisztázni a szó jelentését. A jól-rosszul sikerült magyarázatok közül ha nem is igazán helytálló, de a lényeget mégis tükröző, tömör definíciót a Pesti Napló és a Magyar Állam közölte: „az eszperantó a volapük törvényes utóda”.
A századforduló környékén sorra alakultak országos eszperantó egyesületek, először Franciaországban 1898-ban, majd 1902-ben Svájcban, Olaszországban és Magyarországon. A magyarországi mozgalom sajátossága az volt, hogy bár Budapest ekkor már Európa egyik legnagyobb fővárosa volt, az eszperantó mozgalom mégsem itt, hanem vidéken bontakozott ki. Az első magyarországi eszperantó nyelvű folyóirat sem a fővárosban, hanem Tolna vármegye székhelyén, Szegzárdon jelent meg. 1900-tól ebben a városban, Lengyel Pál (nyomdász) nyomdájában készült a Svédországban megjelenő Lingvo Internacia című, havonta megjelenő, eszperantó nyelvű folyóirat. Lengyel Pál (nyomdász) 1901-ben már nem csak nyomdásza, hanem kiadója is lett ennek a nemzetközi folyóiratnak.
1901-ben csak egyetlen előfizetője volt itt a lapnak az akkortájt egésszé formálódó budapesti agglomerációban, Miletz József (1865-1915) posta-takarékpénztári tisztviselő, aki Kispesten, a Dandár utcában lakott. Ebben az évben Miletz két alkalommal ellátogatott Szegzárdra, a Lingvo Internacia kiadójához, majd 1901. szeptemberében elhatározta, hogy megalakítja a Magyar Eszperantisták Társaságát. A Lingvo Internaciaban kérte ehhez a magyar olvasók támogatását.

### Magyar Eszperantisták Egylete 1902-1906 között[29]

#### Elnök
1. 1902-1906 Miletz József (1865-1915) postatakarék-pénztári tisztviselő

Fontosabb történések:
A megalakulásról szóló híradás szerint 1902. márciusban került sor erre az egylet megalakítására. A hírt közlő Lingvo Internacia Szekzárdon jelent meg minden hónap 15-én. Az eseményre tehát a hónap első felében került sor, feltehetően az első vagy második hétvégén. A valószínű dátumok tehát március 1-je, 2-a, 8-a és 9-e. Emellett figyelembe kell vennünk, hogy a későbbi híradások csaknem mindig a szombatot jelölték meg az egyesületi összejövetelek napjaként, és egy szombati napon került sor az első tisztújításra is, 1903. szeptember 26-án. A megalakulás napja tehát nagy valószínűséggel szombat, azaz 1902. március 1-je, vagy a következő szombat volt.
A szervezet azonban a tervezettől eltérően, Magyar Eszperantisták Egylete néven alakult meg. Nem jegyeztették be a Belügyminisztériumban, de ténylegesen működő egyesület jött létre. Az egylet megalakulásakor két célt tűzött maga elé: az eszperantó propagálását és terjesztését, valamint az átutazó külföldi eszperantisták segítését. Három tisztségviselőt választottak: a 37 éves Miletz József lett az elnök; a 20 éves heves-vezekényi Makay Lajos joghallgató az alelnök és a 22 éves Seper Kajetán (1880-195?) lakatossegéd (utóbb betűszedő) a titkár.
A megalakulás helyszíne a Dob utca 100. sz. épületben levő Elefanty vendéglő különterme volt. Ezt a helyszínt csak tíz hónappal később nevezte meg először a Neues Pester Journal, mint az egyesület gyűléseinek színhelyét. A megalakulás helyét és időpontját később tévesen vagy pontatlanul azonosították. Ezeket az egyéb időpontokat, helyszíneket és neveket a fellelhető, többnyire ellentmondásos források összevetésével kizárhatjuk, illetve az azokban említett időpontok, helyszínek és személyek többnyire valamely más eseményhez, összejövetelhez, tanfolyamhoz kapcsolódnak. A saroktelek utáni épület illetve telek ez, és nem érintették a Dob utcát keresztező Izabella utca átszámozásai. Annak sincs jelentősége, hogy megjelentek olyan térképek is, amelyeken a Dob utcának ezt a szakaszát Külső Dob utcának nevezték.
A különböző téves adatok egyik forrása az Enciklopedio de Esperanto. Ismert, hogy egy Dob u. 100. szám alatti vendéglőben az 1902 márciusi megalakulást megelőzően, esetleg már 1901 utolsó hónapjaiban is összejöttek néhányan. Helyi csoport alakításáról azonban nincs adat, arról viszont van, Miletzék ekkor már tervezték az egyesület megalakítását. Semmi nem támasztja alá az Enciklopedio de Esperantonak azt az állításait, melyek szerint Miletz József 1901-ben alakította meg az első eszperantó csoportot a Dob utca 100. szám alatt, a Kecskeméti Borházban, majd 1903-ban alakult meg a Magyar Eszperantisták Egylete. Lehetséges, hogy az Elefanty vendéglőt nevezték Kecskeméti Borháznak. Csakhogy 1903-ban nem az egyesület alakult meg, hanem korabeli forrás szerint egy másik esemény, az egyesület első eszperantó tanfolyama kezdődött, és az EdE ezt tévesen az egyesület megalakításával azonosította. Valójában 1903 áprilisában kezdődött ez a tanfolyam Miletz József vezetésével és húsz hallgatóval, akik között öt nő is volt.
Az alakulás után egy évvel a Lingvo Internacia híradása szerint "egy szálló különszobája" volt a tagok szombati összejöveteleinek színhelye, és tévesen ezt tekintették a megalakulás színhelyének is. A megalakulás helyszínéül jelöltek meg néha két másik címet is, mindkettőt a IX. kerületben. Ezek azonban valószínűleg az egyesület postacímei voltak: a Szvetenay u. 13. és Viola u. 7., valójában Miletz Józsefnek, és az egyesület egy másik tagjának, Schwörer Józsefnek a lakcímei.
Az első budapesti tanfolyamot illetően téves Marich Ágoston (1883-1955) posta- majd rendőrtisztviselő visszaemlékezése is. Szerinte az 1903-ban Budapestre érkezett Johannes Joseph Süssmuth (1883-?) honosította volna meg az eszperantó tanfolyamokat. A Svédországban élő, szudétanémet származású Süssmuthról azonban ismert, hogy nem vett részt az egyesület megalakításában. Fel sem merülhetett a neve 1902 márciusában, hiszen ő csak 1902 nyarán érkezett Budapestre, majd ezt követően találkozott az egyesület vezetőivel. 1903 januárjában Lengyel Pál (nyomdász)lal együtt meg is jelent az egyesület társalgási gyakorlatán, eszperantó tanfolyamot azonban csak Miletz tanfolyamát követően, 1903 őszén vezetett.
Jobban emlékezett a történtekre Csáholyi Nyulászy Géza (+1926) postafőtanácsos. Bár az egyesület megalakításnak évét ő is tévesen 1901-re tette, ezt ő csak hallhatta, hiszen nem volt résztvevője az egyesület megalakításának. Később azonban ellátogatott a Dob utcába és az ott tapasztaltakat le is írta. Visszaemlékezése szerint 1903-ban az összejövetelek "a sötét Dob utca egyik rossz vendéglőjének kis szobájában voltak, s egy piszkos abrosszal borított, gyalulatlan asztal mellett" ültek a tanulók, de volt már tábla és kréta is, és az osztrák Johannes Joseph Süssmuth vezette a tanfolyamot. A postafőtanácsos előkelő úriember volt és feltételezhetően idegenül érezte magát ebben a Keleti pályaudvaron túli proli-negyedben. Ő mégis eszperantista lett és 1910-ben már maga is eszperantó tanfolyamot vezetett Zuglóban. Később ő írta az első eszperantó nyelvű Budapest útikönyvet.
Téves az Enciklopedio de Esperantonak az az állítása is, mely szerint Marich 1901-ben lett eszperantista. Elképzelhető, hogy ennek az információnak a forrása Marich saját emlékezete, de erre nincs utalás. A visszaemlékezők közül senki nem említette Marich nevét sem 1901-ből, sem 1902-ből, és a korabeli magyar, német és eszperantó nyelvű sajtóban sem bukkant fel a neve, még levelezési apróhirdetésben sem. Tanfolyam sem volt még Budapesten 1901-1902-ben.
Tanfolyamot ugyan akár könyv nélkül is szervezhettek, mégis megemlítendő, hogy Budapesten az első eszperantó nyelvtan 1903 áprilisában jelent meg, Marich neve pedig az 1903. szeptember 26-i tisztújításkor bukkant fel először. Tudomásunk szerint a megalakulás óta ez volt az első tisztújítás és ekkor a következőket választották be a vezetőségbe: Miletz József elnök, Johannes Joseph Süssmuth könyvtáros, Marich Ágoston titkár, Nyulászy Géza pénztáros és Kun F. ellenőr. Marich személye körül kezdettől fogva bonyodalmak voltak, amit az is mutat, hogy e szerint titkár lett, de egy másik forrás szerint csak jegyzőnek választották meg, míg a titkár személye függőben maradt.
Az egyesület működésére utaló hír volt az, hogy a svéd Axel és Valdemar Langlet (1872-1960) testvérpár voltak az első, Magyarországot is útba ejtő, utazó eszperantisták 1902 nyarán. Budapesten találkoztak a magyar eszperantistákkal, majd kilenc napot töltöttek a Hortobágyon, Seper Kajetán kíséretében. Ez volt az első alkalom, hogy a tavasszal megalakult egyesületnek alkalma volt gyakorolni a céljául megjelölt egyik tevékenységet, az átutazó külföldi eszperantisták segítését, s egyáltalán nem meglepő az, hogy az egyesület titkára kísérte el őket. Langleték több mint egy hétig tartó hortobágyi látogatása Valdemárnak a lovaglás iránti szenvedélyének tulajdonítható.
Furcsa módon Valdemar Langletnek ezt a magyarországi útját nem említi sem Bernard Golden kitűnő, Langlet eszperantista tevékenységét nyomon követő írása, sem pedig özvegyének, Ninának a házaspár 1944-es budapesti mentőakcióját leíró és életrajzát is tartalmazó könyve. Pedig Langlet ekkor másodszor járt Budapesten. Még furcsább persze az az igyekezet, ahogy az 1932 és 1945 között Budapesten élő Langlet 1944-es embermentő tevékenységét részben elhallgatva, részben lekicsinyítve, részben Wallenbergnek tulajdonítva igyekeznek feledtetni szervezett csoportok.
1904-ben még Marich volt az egyesület titkára, de ő 1905-ben már új szervezkedésbe kezdett.
1905-ben Süssmuth kivándorolt, Lengyel Pál (nyomdász) pedig nyomdájával és az akkor már betűszedő Seper Kajetánnal Párizsba települt. Az egyesület első éveiben valamilyen szerepet játszó személyek helyett mások kerültek előtérbe. A Magyar Eszperantisták Egylete tevékenysége nyomán az 1902 és 1904 között az addig "vidéki" eszperantó mozgalom mintegy kiegészült a némi késéssel létrejövő budapestivel, és így vált valóban országos mozgalommá. Maga az egyesület azonban ekkor még csak budapestiekből állott, és ebből adódott az a feladat, hogy az egyesület is valóban országossá váljon. Az immár Párizsban megjelenő Lingvo Internacia magyarországi előfizetői korábban jobbára vidékiek, de 1905-ben már csaknem mind budapestiek voltak. Az eszperantisták területi eloszlása gyorsan változott és kialakult a főváros túlsúlya. Mindemellett 1905 mérföldkő volt a nemzetközi eszperantó mozgalom történetében is, és ez felgyorsította a magyarországi változásokat.
A szervezet története tehát 1902 március elején kezdődött a Dob utca 100. számú épületben. Az első nemzetközi eszperantó kongresszus hatására történetének új szakasza 1906-ban az egyesület átszervezésével, átnevezésével, kiterjesztésével vette kezdetét.

### Magyar Eszperantista Egyesület 1906-tól 1911-ig

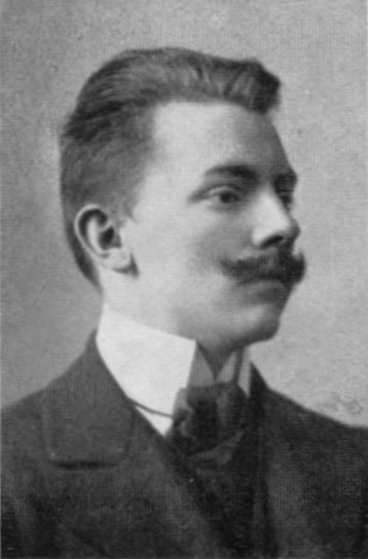
Marich Ágoston

#### Elnökök
1. 1906-1909 Marich Ágoston (1883-1955) postahivatalnok
2. 1909-1911 Szentirmai Dezső (?-1917 körül) kúriai bíró

Fontosabb történések:
- 1908 – Az Eszperantó Világszövetség (Universala Esperanto-Asocio) megalakulása

### Magyar Országos Eszperantó Egyesület 1911-1950 között

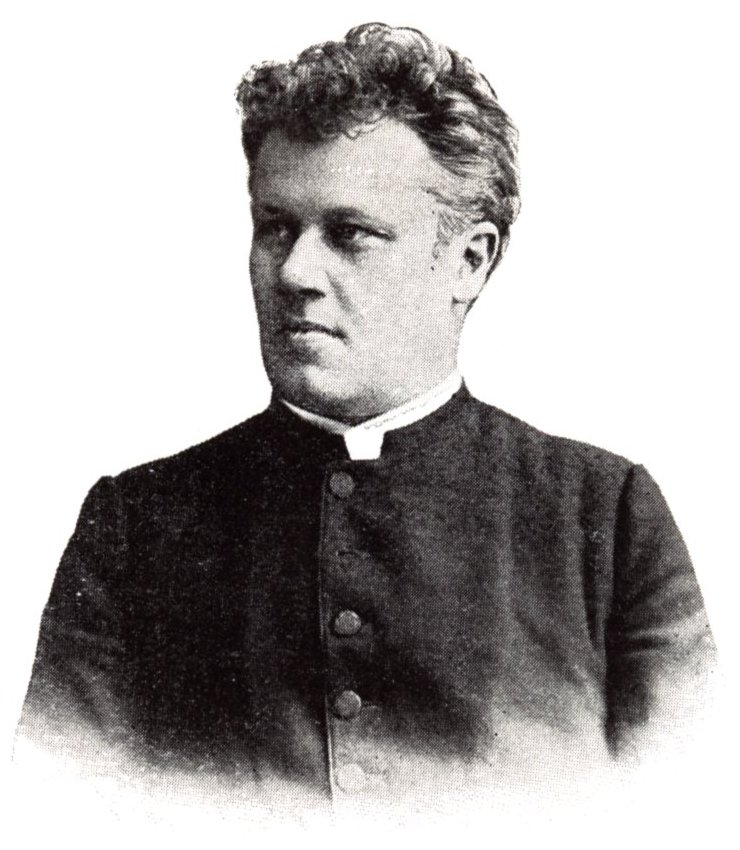
Giesswein Sándor

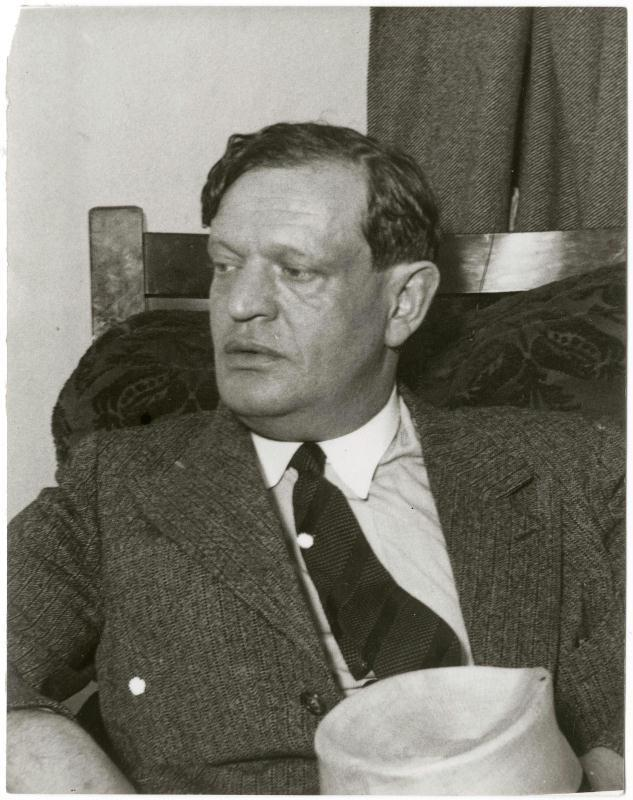
Karinthy Frigyes

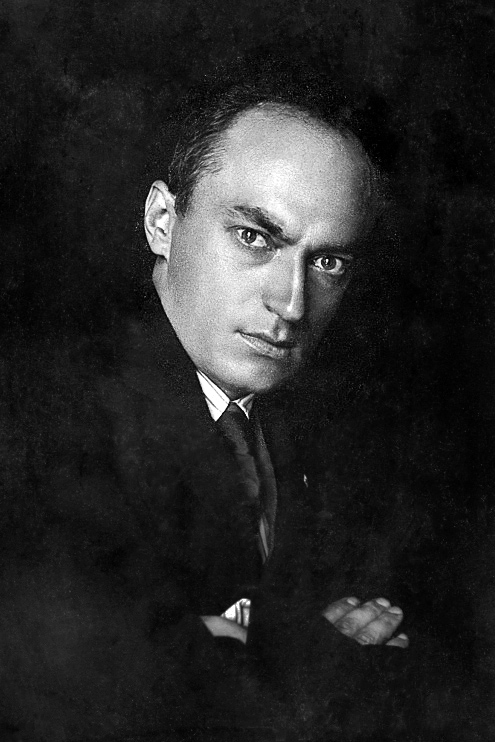
Kalocsay Kálmán

#### Elnökök
1. 1911-1923 Giesswein Sándor[51] (1856-1923) pápai prelátus, akadémikus, ogy. képviselő
2. 1924-1925 Nemes Antal (1855-1941) római katolikus püspök
3. 1925-1928 Pázmány Zoltán (1869-1948) jogász, egyetemi tanár
4. 1931-1932 Mihalik József (1883-1959) tanítóképző intézeti tanár
5. 1932-1938 Karinthy Frigyes (1887-1938) író
6. 1938-1941 Kalocsay Kálmán (1891-1976) orvos, c. egy. tanár, költő, műfordító
7. 1941-1947 Kökény Lajos (1897-1985) gyorsíró-iskolai igazgató, parlamenti gyorsíró
8. 1947-1949 Vasady-Kovács Ferenc (1904-1977) államtitkár, pénzügyminiszter helyettes
9. 1949-1950 Palkó Sándor (1911-2001) a Pénzjegynyomda vezérigazgatója

Fontosabb történések (országos és nemzetközi):
- 1912 – Vörös Cyrill 3 geometriai eszperantó nyelvű szakkönyvének megjelenése 439 oldalon[11]
- 1922 – A Budapesten megjelenő Literatura Mondo azaz
- 1929 – A 21. Eszperantó Világkongresszus Budapesten kb. 1200 résztvevővel[11]
- 1930 – Az első eszperantó értelmező szótár megjelenése (Plena Vortaro de Esperanto); a nemzetközi Cseh-intézet megalapítása (Internacia Cseh-Instituto de Esperanto)[11]
- 1934.04.09. – A belügyminiszter feloszlatja a Magyarországi Eszperantista Munkás Egyesületet[11]
- 1938 – Az Eszperantó Ifjúsági Világszövetség megalakulása ( Tutmonda Junular-Organizo, 1952-től: Tutmonda Esperantista Junulara-

Organizo)
- ???? – Danuba Voĉo – a Magyar Rádió adásaiban[11]
- 1946. augusztus 18-20. – Országos Eszperantó Találkozó1 – Orosháza[11]
- 1947 – A kereskedelmi középiskolákban az eszperantó választható nyelvvé válik[11]
- 1947 – Megindulnak az eszperantó nyelvű rádióadások[11]
- 1948 – Engedélyezik Magyarországon az eszperantó oktatását az általános iskolák felső tagozatában (5-9 osztályok)[11]
- 1950.04.06. – A Magyar Országos Eszperantó Egyesület (MOEE) feloszlatja magát[11]

### Országos Eszperantó Tanács – 1950-1955[52]

#### Elnökök

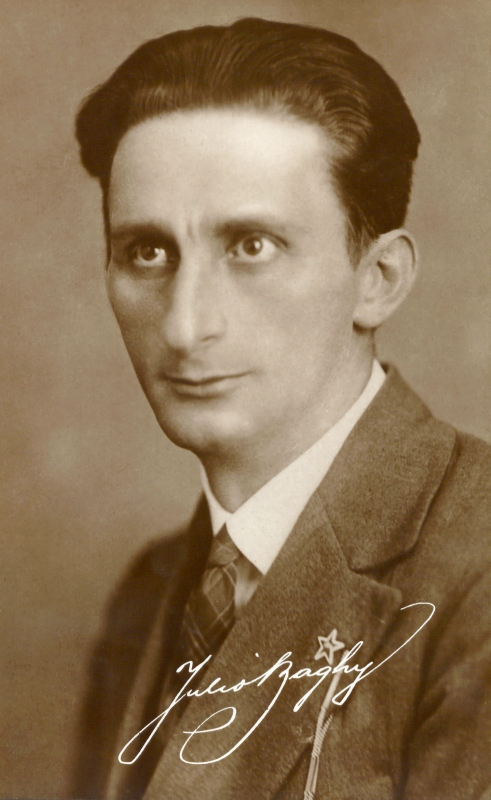
Baghy Gyula

1. 1955-1965 Baghy Gyula (1891-1967) költő, író, az Eszperantó Akadémia alelnöke

Fontosabb történések:
- 1954 – Az Unesco montevideói közgyűlése nyilatkozatban ismeri el az eszperantó addigi eredményeit[11]
- 1955.09.17-18. – A Magyar Országos Eszperantó Tanács megalakulása[11]

### Magyar Eszperantó Szövetség – 1960-1991

#### Elnökök
1. 1965-1967 Szerémi Borbála (1896-1984) a Munkásmozgalmi Intézet ny. munkatársa
2. 1969-1977 Mátéffy József (1901-1986) a Legfelső Bíróság ny. tanácselnöke
3. 1977-1986 Nezvál Ferenc (1909-1987) ny. miniszter, országgyűlési képviselő
4. 1986-1990 Sághy Vilmos (1922-1999) közgazdász, ny. miniszter, c. egyetemi docens
5. 1990-1991 Benczik Vilmos (1945-) tanár, tanárképző főiskolai oktató

Fontosabb történések:
- 1960.10.30. – A Magyar Eszperantó Szövetség (MESZ) megalakulása[11]
- 1962 – Megjelenik a Hungara Vivo – a későbbiekben nagy nemzetközi tekintélyt szerzett folyóirat 1. száma
- 1962 – Az UEA felveszi a tagjai közé a Magyar Eszperantó Szövetséget, és az ifjúsági szekció is a TEJO tagjává válik
- 1962 – Nemzetközi Vasutas Eszperantó Kongresszus – Budapest, több mint 1000 fő résztvevővel (az addigi legtöbb résztvevő)
- 1966 – Mindennapos 15 perces rádióadások bevezetése
- 1966 – Az 51. Eszperantó Világkongresszus, UK Budapesten kb 3975 résztvevő; a 22. Eszperantó Ifjúsági Világkongresszus, IJK Pécsett, a pécsi Eszperantó Park felavatása, több mint 900 résztvevővel;
- 1966 – Az eszperantó nyelv és irodalom szak elindulása a budapesti Eötvös Loránd Tudományegyetem Bölcsészettudományi Karán (ELTE BTK) Bárczi Géza támogatásával, Szerdahelyi István vezetésével
- 1966 – Állami Nyelvvizsga-Bizottság jön létre eszperantó nyelvből is
- 1967 – Eszperantó táncdalfesztivál 2 elődöntővel, és egy döntővel az FMH-ban, több később ismertté váló énekessel (Máté Péter, Szécsi Pál, Karda Beáta stb.). Főszervezők: Szakácsi Lajos és Benczik Vilmos
- 1970 – Az eddigi legátfogóbb, közel 15 000 szócikket tartalmazó Eszperantó Értelmező Szótár (Plena Ilustrita Vortaro – PIV) megjelenése
- 1980 – Az Eszperantó Leíró Nyelvtan (Plena Analiza Gramatiko) megjelenése, társszerző: Kalocsay Kálmán
- 1980 – Szabó Flóra, pécsi ügyvéd, az UEA főtitkára lett.
- 1981 – Megalakul a "SEC de UEA" azaz az Eszperantó Világszövetség Tudományos Kiadói Központja – Budapesten. Vezetője: Lukács András
- 1981 – Koncz Zsuzsa eszperantó nyelvű rádiófelvételt készít "Kiel rakontu mi?" címmel
- 1982 – Eszperantó Színházi Találkozó – Budapesten. Főszervező: Benczik Vilmos és Vaskó Tibor
- 1983 – A 68. Eszperantó Világkongresszus, UK Budapesten 4834 résztvevővel; a 39. Eszperantó Ifjúsági Világkongresszus, IJK Debrecenben csaknem 700 résztvevővel
- 1984 – Magyarországon ebben az évben 36 db eszperantó könyv jelenik meg, ez megdönt minden addigi és mostani nemzetközi és belföldi rekordot. A MESZ kiadójának vezetője Vaskó Tibor, a kiadványok szerkesztője Benczik Vilmos
- 1985 – az Unesco szófiai közgyűlése nyilatkozatban gratulál az eszperantó százéves történetéhez
- 1987 – a Keleti pályaudvarhoz közel eső korábbi székelyéről a MESZ felköltözik a Budai Várba a Szentháromság téren kapott 10 szobás

épületbe

### Magyarországi Eszperantó Szövetség – 1991-től

#### Elnökök
1. 1991-1992 Benczik Vilmos (1945-) tanár, tanárképző főiskolai oktató
2. 1992-1994 Rátkai Árpád (1938-2009) tanár, tanárképző főiskolai oktató
3. 1994-1998 Gether István (1948-) közgazdász
4. 1998-2006 Nanovfszky György (1942-2021) diplomata
5. 2006-2008 Baksa József (1958-) mérnök
6. 2008-2016 Szabó Imre (1952-) mérnök-tanár
7. 2016 óta Eszes Mária Erzsébet

Fontosabb történések:
- 1992 – Az Eszperantó Világszövetség hivatalos havilapja, a la Esperanto szerkesztését Ertl István veszi át
- 1993 – A Nemzetközi PEN Klub felveszi tagjai sorába az eszperantó szekciót, elnök: Nemere István
- 2000 – Az Idegennyelvi Továbbképző Központ, ITK (= Rigó utca) akkreditáltatja az eszperantó nyelvvizsgákat, a diplomához kötött nyelvvizsgakényszer miatt. Magyarországon ez tömeges igényt vált ki az eszperantó tanulására
- 2010 – Pécs Európa Kulturális Fővárosa – A pécsi Eszperantó Parkban a MESZ és a DURA alapítvány felavatja az Eszperantó Emlékfalat
- 2012 – A DURA alapítvány felavatja a Giesswein Sándor-emléktábláját, a MESZ közreműködésével
- 2012-ben 110 éves a MESZ és 125 éves az eszperantó nyelv, a MESZ székhelye a Thököly u. 58-60-ba kerül az OKISZ székházba
- 2013 – A DURA alapítvány elkészíti a MESZ közreműködésével a Magyarországi Eszperantó Szövetség magyar és eszperantó nyelvű Wikipédia szócikkét

## Magyar Ifjúsági Eszperantó Szövetség
A Magyar Ifjúsági Eszperantó Szövetség (MIESZ) (eszperantó: Hungara Esperanto-Junularo /HEJ/) a 30 év alatti magyar eszperantista fiatalok egyesülete. A HEJ 1990-ben vált önálló egyesületté, miután kilépett a Magyarországi Eszperantó Szövetség. Az egyesület tagja a TEJO-nak.

### Bemutatása
A MIESZ nonprofit, politikailag független szervezet. Semmilyen módon nem kötődik egyetlen politikai párthoz sem. A Szövetség (és általában az eszperantó világ egésze) világnézeti szempontból semleges, és tiszteletben tartja minden ember meggyőződését. 
Tevékenysége:
- Információáramlás biztosítása (körlevél, honlap, levelezőlista)
- Rendezvényszervezés (Internacia Junulara Semajno – IJS—Nemzetközi Ifjúsági Hét; Junulara Esperanto-Renkontiĝo – JER—Fiatal Esperantisták Találkozója; kirándulások, találkozók)
- Csapatépítés az eszperantó kultúra megőrzéséért és az ifjúsággal való megismertetéséért

A HEJ minden évben más magyarországi városban rendezi meg a népszerű Nemzetközi Ifjúsági Hetet (IJS), a Föld különböző országaiból érkező fiatalok részvételével. 2007-ben 20. alkalommal kerül sor erre.

## Magyar eszperantisták betűrendben – válogatás

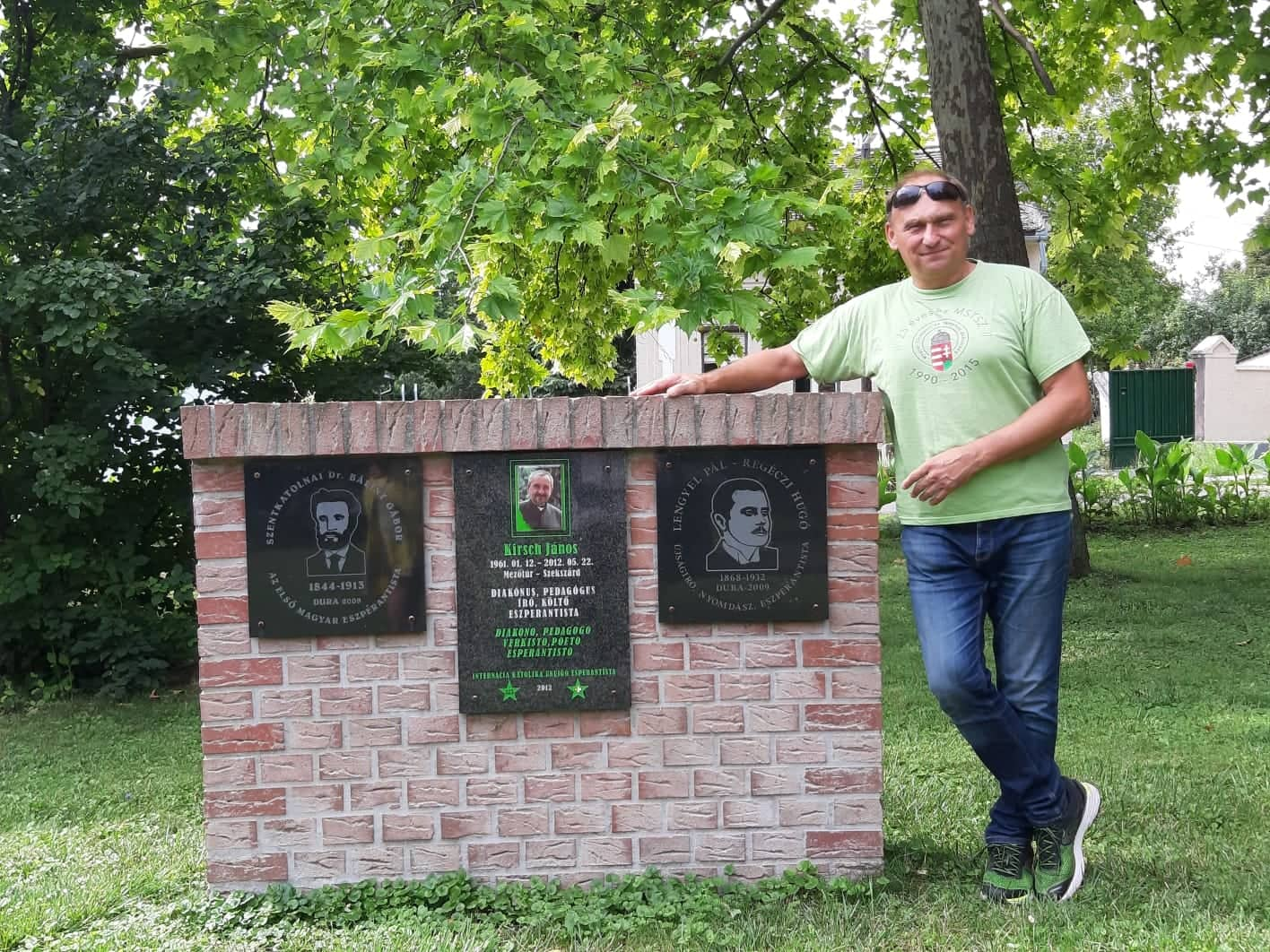
Kirsch János emléktáblájánál Nagy János MESZ gazdasági alelnök – 2020

### Tragikus hirtelenséggel elhunyt eszperantisták
- Farkas László[54] (1957-2009) 52 évesen
- Kirsch János (1961 -2012) 51 évesen
- Mikola Klára[55] (1963-2010) 47 évesen

## Emléktábla projekt: kőbefújt plakátok – 2007

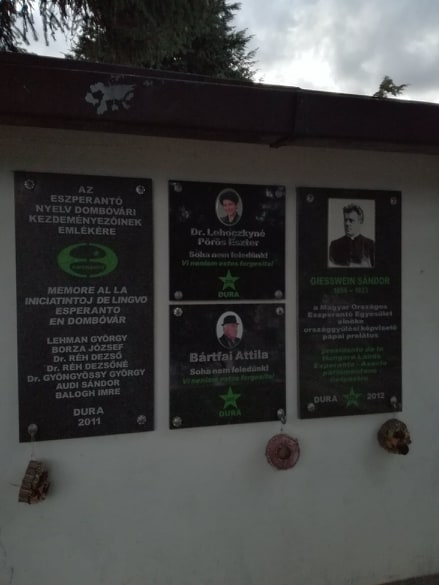
Emléktáblák Dombóváron
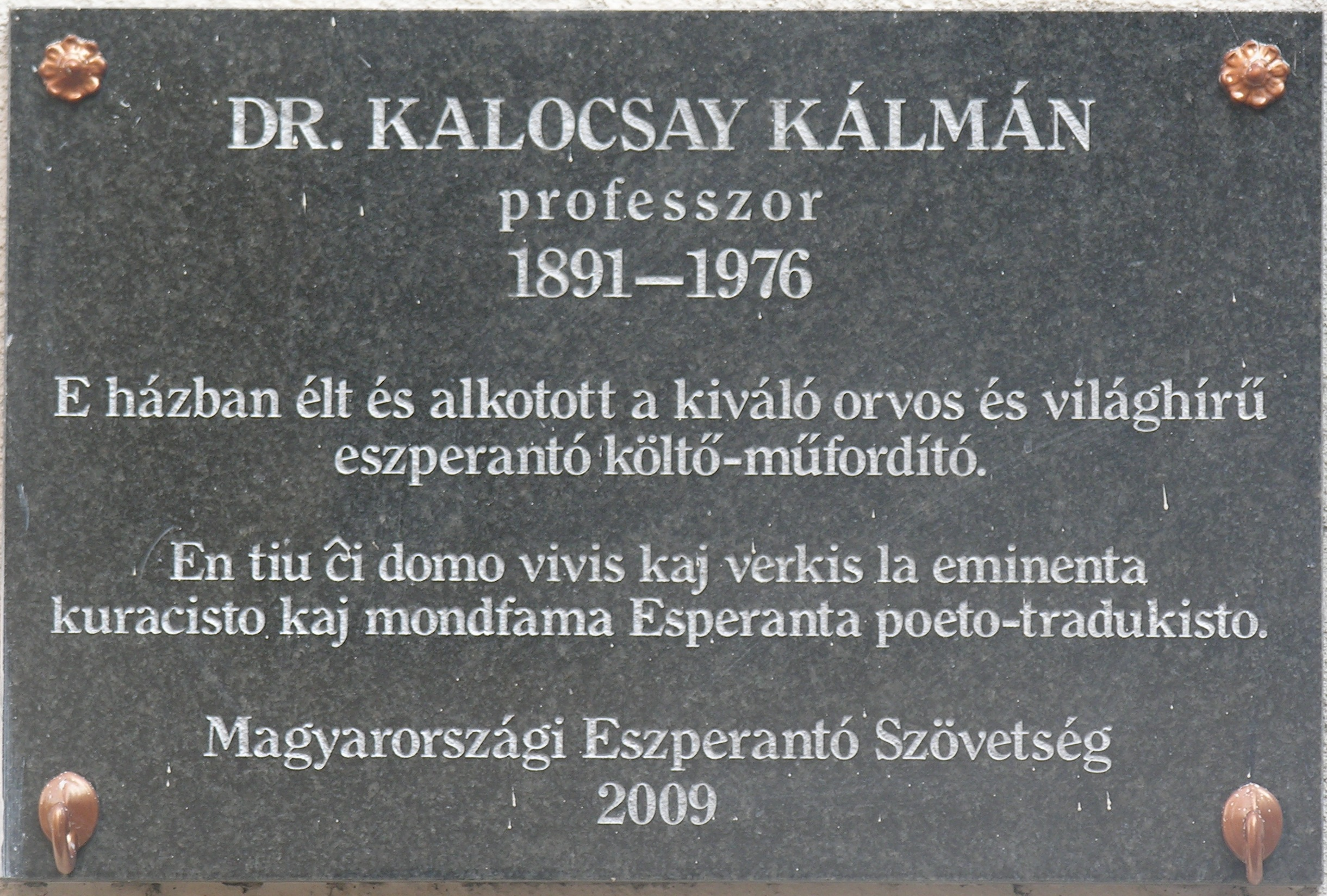
Kalocsay Kálmán emléktáblája Budapesten a Nyúl u. 4-ben
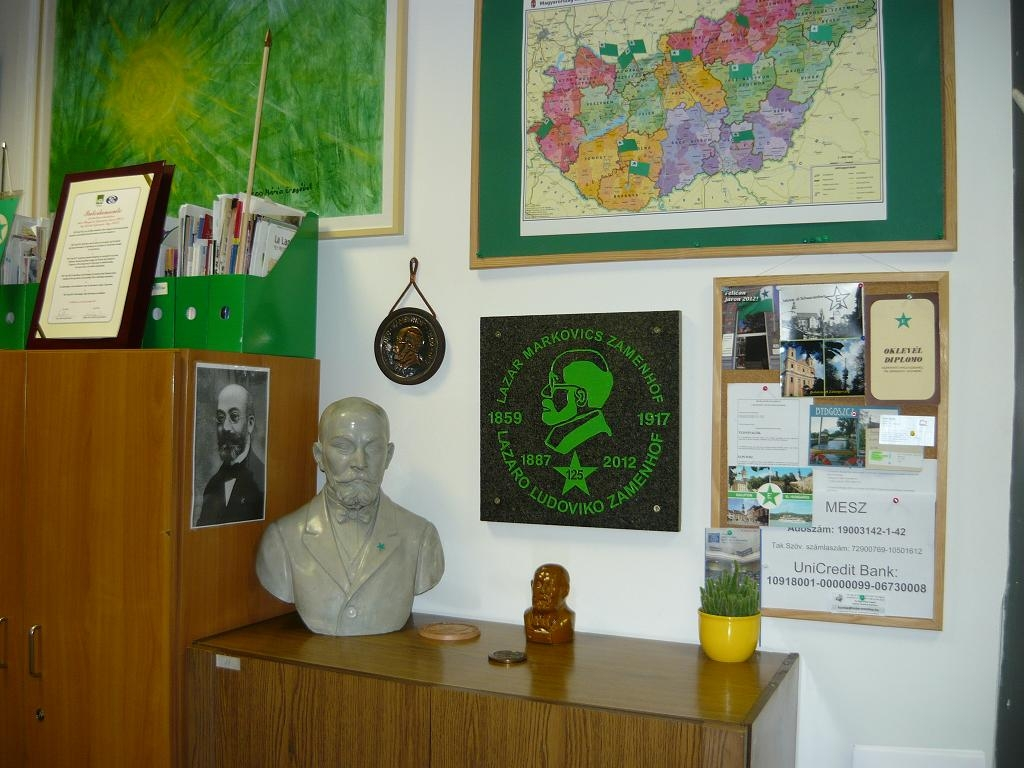
Zamenhof sarok a MESZ irodában – 2012
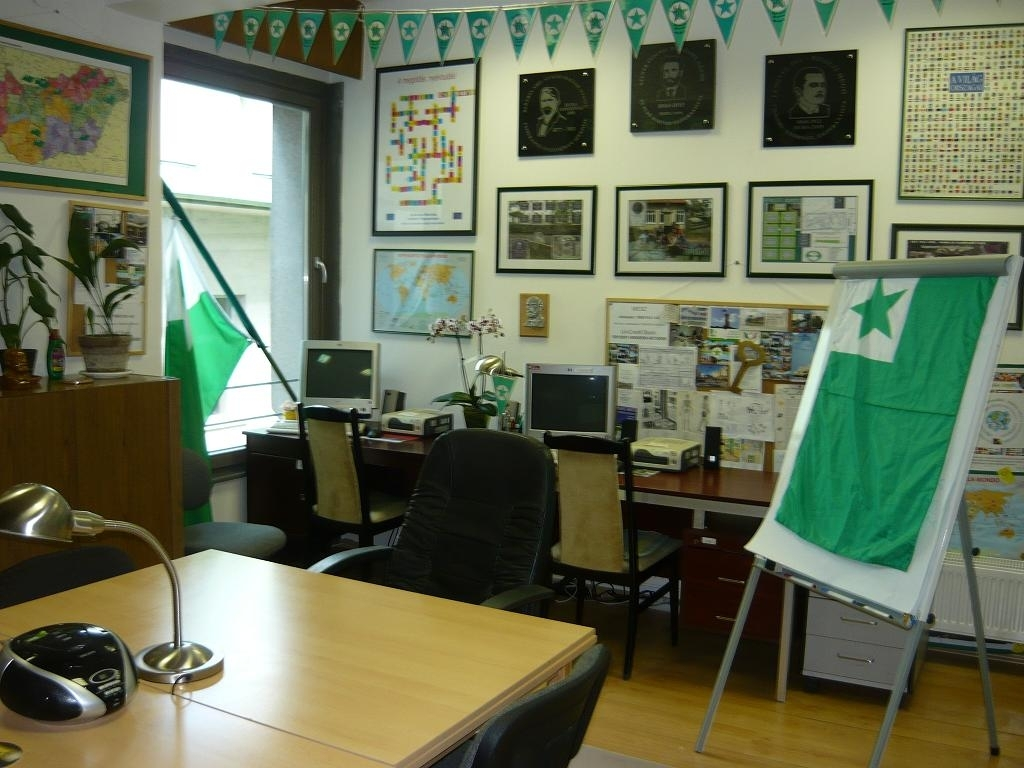
A MESZ iroda 2013-ban Budapesten
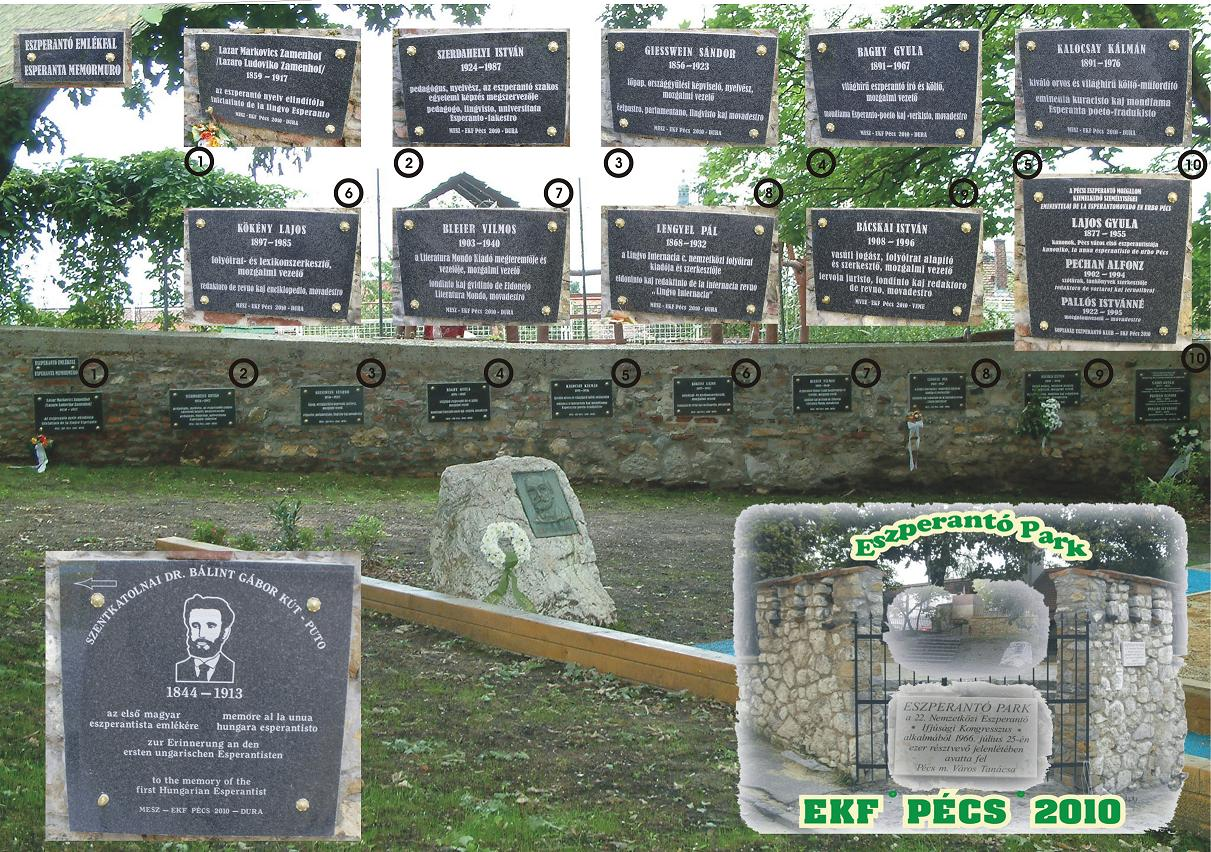
Eszperantó Park: Eszperantó emlékfal – Pécs, 2010
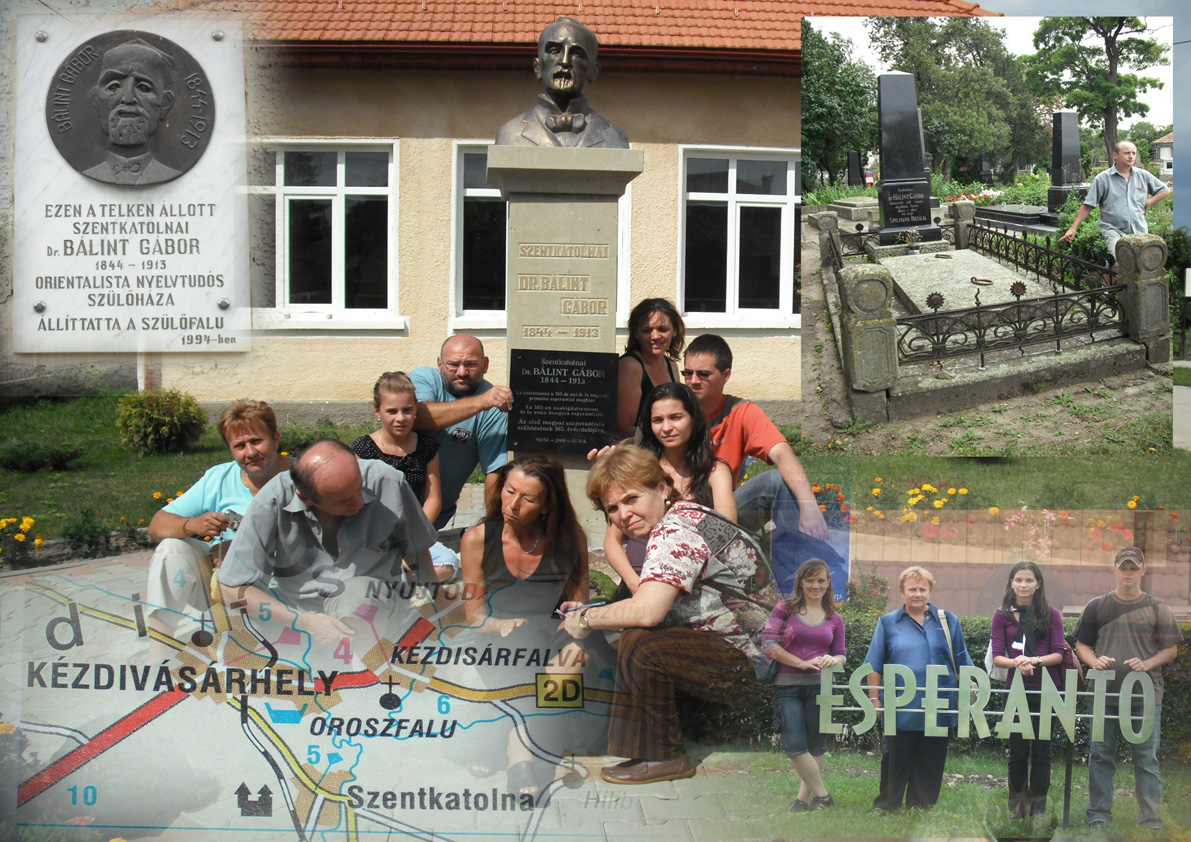
Szentkatolnai Bálint Gábor emlékére, Szentkatolna – 2009
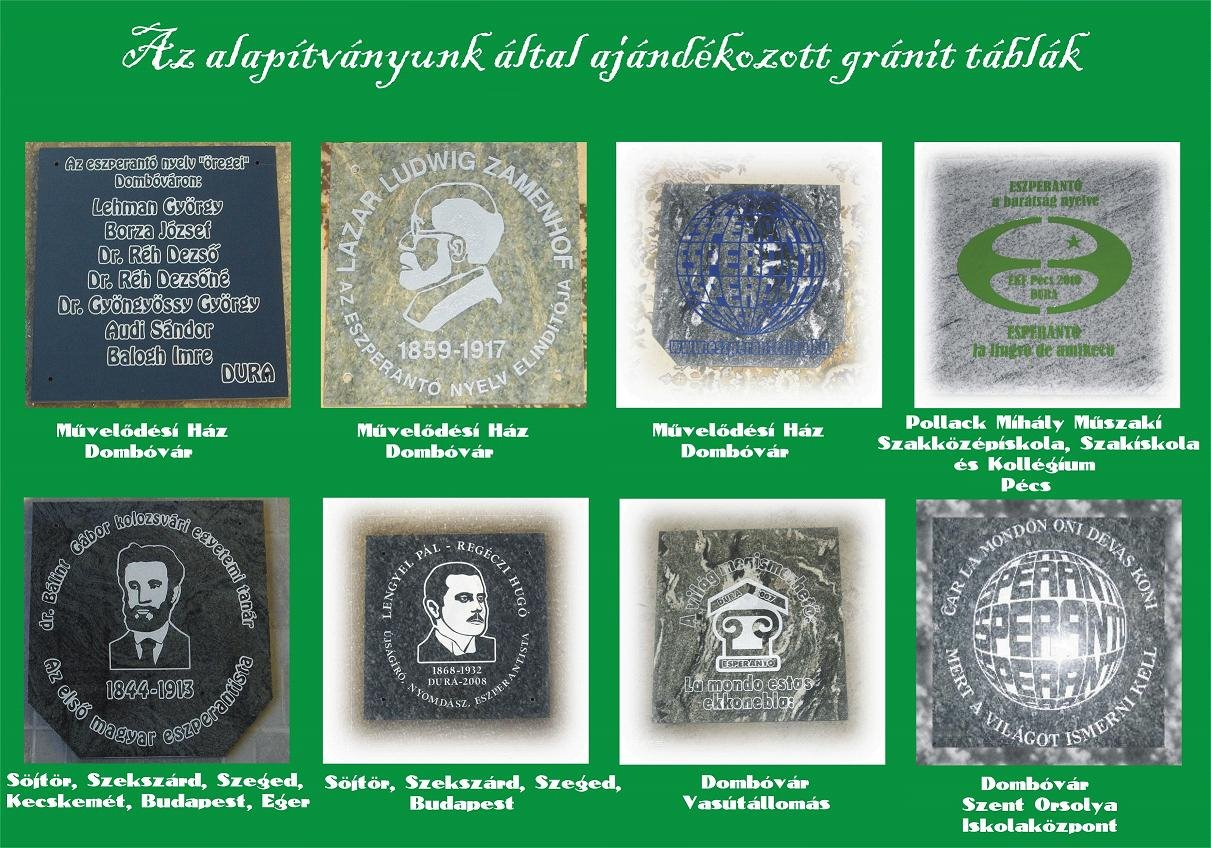
Emléktáblák az eszperantó nyelv népszerűsítésére
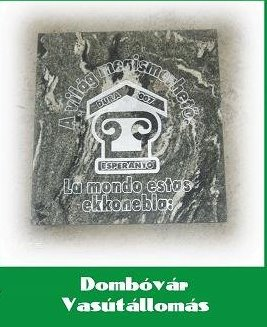
A világ megismerhető emléktábla

## Az Eszperantó Enciklopédia magyar változata

Az EdE enciklopédiának nem készült magyar nyelvű fordítása. A Magyarországi Eszperantó Szövetség (MESZ) 2010 óta próbálja, az Eszperantó Világszövetség mintájára, a Wikipédia olvasó-közösségének minél szélesebb körben történő, az eszperantó nyelvvel kapcsolatos magyar nyelvű információ ellátását megvalósítani. A MESZ készít beszámolókat, szócikkeket az eszperantó Wikipédiára is. G. Nagy Róbert képviseli a szövetséget az eszperantó és magyar Wikipédián.
Az enciklopédia elérése a magyar Wikipédián: a webes Eszperantó Enciklopédia elemei
(A 2021-es év első felében közel 200 kategorizált szócikket tartalmazott.)

### Könyvek
- Bleier Vilmos, Kökény Lajos: Eszperantó Enciklopédia
- Rátkai Árpád,	A nemzetközi nyelv, a nemzetközi munkáseszperantista mozgalom előzményei és alakulása – 1972
- Rátkai Árpád,	A szegedi munkáseszperantista mozgalom létrejötte és megerősödése – 1973 (Szeged : Magyar Szocialista Munkáspárt Csongrád megyei :Bizottság Oktatási Igazgatóság, (Szeged [Szegedi Ny.]) .- p. 51-69. ; 22 cm

Klny.: Magyar Szocialista Munkáspárt Csongrád megyei Bizottsága Oktatási Igazgatóságának évkönyve 1972)
- Rátkai Árpád,	A munkáseszperantista mozgalom Hódmezővásárhelyen és Medgyesi János tevékenysége – 1974 ISBN (fűzött)
- Rátkai Árpád, A makói munkáseszperantista csoport története. – Kiadta: Makó város Tanácsa V. B. Müv. Oszt. – 1978  helytelen ISBN kód: 963 030 527 3
- Rátkai Árpád, A csongrád megyei munkáseszperantisták nemzetközi kapcsolatai a húszas és harmincas években – 1983 (Szeged : MSZMP Csongrád megyei Bizottság, 1983 – 137-151 p ; 24 cm )
- Rátkai Árpád, Esperanto-kolektajxoj en Hungario – 1988 ( Szeged : Rátkai, 1988.- [8] p ; 21 cm)
- Szilágyi Mihály, Paŭlo Lengyel – Lengyel Pál (nyomdász) – 1988 ISBN 963 018 870 8
- Lomb Kató: Bábeli harmónia, Budapest – 1988 ISBN 963 282 023 1
- Rátkai Árpád, A Magyarországi Eszperantó Szövetség és a nemzetközi nyelvi mozgalom Magyarországon / összeáll. – Budapest : MÉSZ – 1991. 46 p.  ISBN 963 571 422 X
- Rátkai Árpád, A Magyarországi Eszperantó Szövetség nyelvpolitikájáról – 199? ( Budapest : Magyar Eszperantó Szövetség, 199? – 4 p ; 22 cm)
- Rátkai Árpád,	A Magyarországi Eszperantó Szövetség Szervezeti és Működési Szabályzata – 1993 (Budapest : Magyar Eszperantó Szövetség, 1993.- 8 p ; 22 cm)
- Rátkai Árpád,	A Magyarországi Eszperantó Szövetség szervezeti felépítése és az egyéb eszperantó szervezetek – 1994 (Szeged : [s.n.], 1994.- 4, 8 p ; 22 cm )
- Gados László, A sokféleség közös nyelve, Humán Európa Szövetség – 2005 ISBN 963 218 596 x
- G. Nagy Róbert: Az eszperantó nyelv Dombóváron – dokumentumok tükrében. Kézirat, Tolna Megyei Önkormányzat Levéltára – 2005
- Magyar Eszperantó Tanítók Arcképcsarnoka, Marcaltő-Ihász – 2007 ISBN 978 963 063 966 8
- Kirsch János, A katedrális küszöbén, Budapest – Szekszárd – 2009 Accordia kiadó  helytelen ISBN kód: 978 982 484 3
- Ferenczy Imre: Vasútorvos voltam. Győr, 2012. ISBN 978-963-08-2969-4